# Karl-Bonhoeffer-Nervenklinik

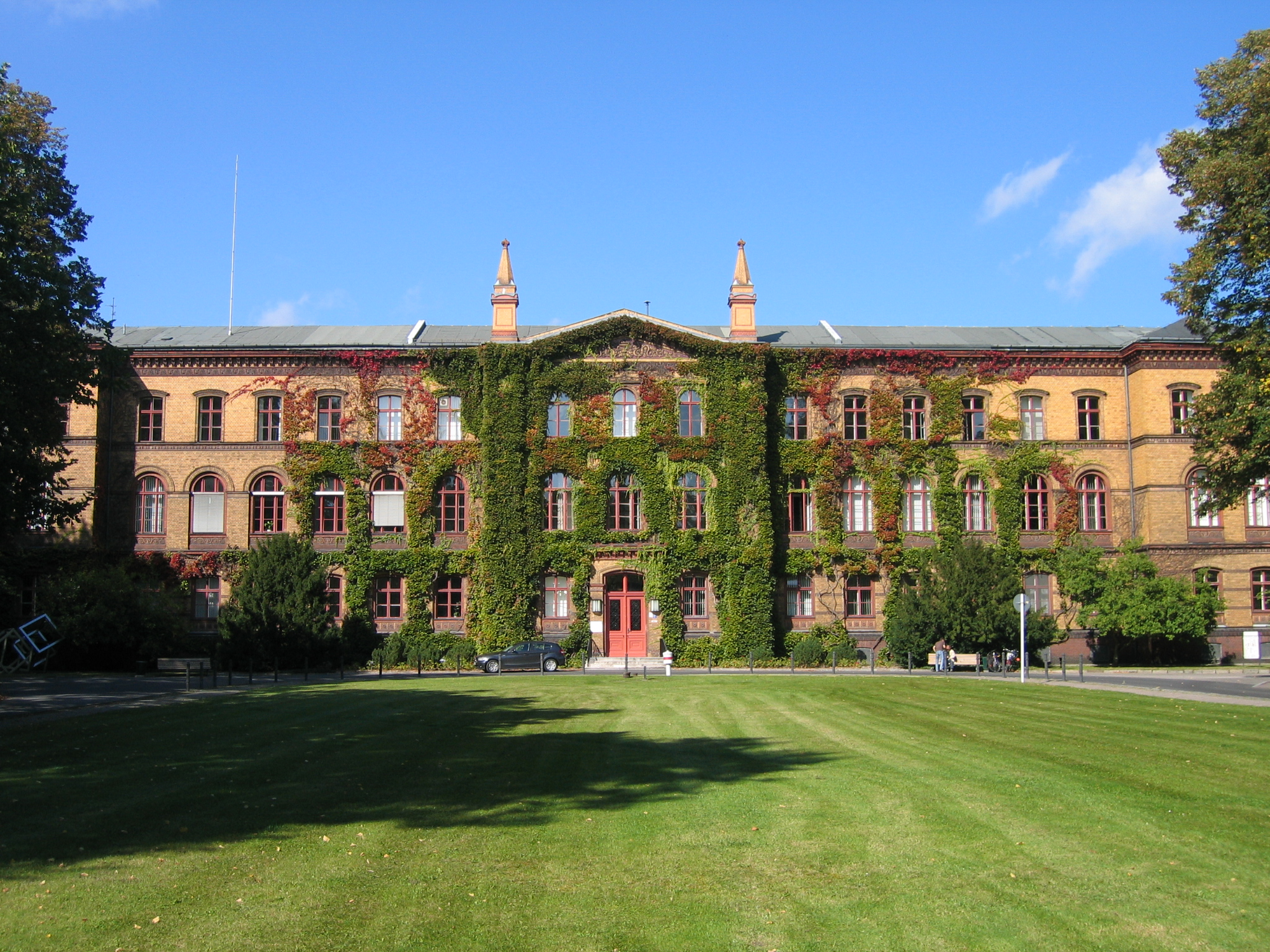
Verwaltungsgebäude aus der Eröffnungszeit der Nervenklinik

Die Karl-Bonhoeffer-Nervenklinik (KBoN), im Berliner Volksmund als „Bonnies Ranch“ bekannt, war zwischen 1880 und 2006 eine psychiatrische Klinik in Berlin, zuletzt unter der Bezeichnung Vivantes Humboldt-Klinikum, Standort Oranienburger Straße. Ältere Namen sind Krankenhaus Reinickendorf – Karl-Bonhoeffer-Nervenklinik, Karl-Bonhoeffer-Heilstätten, Wittenauer Heilstätten und Irrenanstalt Dalldorf. Ihre Historie ist eng mit der Geschichte der deutschen Psychiatrie verbunden. Auf dem Gelände befindet sich das Krankenhaus des Maßregelvollzugs Berlin.
Der teils denkmalgeschützte Gebäudekomplex liegt an der Oranienburger Straße im Ortsteil Wittenau des Bezirks Reinickendorf. Das weitläufige, 45 Hektar große Gelände mit seinem teilweise waldähnlichen Park mutet trotz seiner Großstadtlage ländlich an. Südlich bzw. südöstlich befindet sich der Bahnhof Berlin Karl-Bonhoeffer-Nervenklinik.
Seit 2019 finden Baumaßnahmen auf dem Gelände statt. Es werden Gebäude für die Erstaufnahme von Asylsuchenden erstellt. Die Fertigstellung war für den Sommer 2020 geplant.

## Geschichte

### 1863–1880

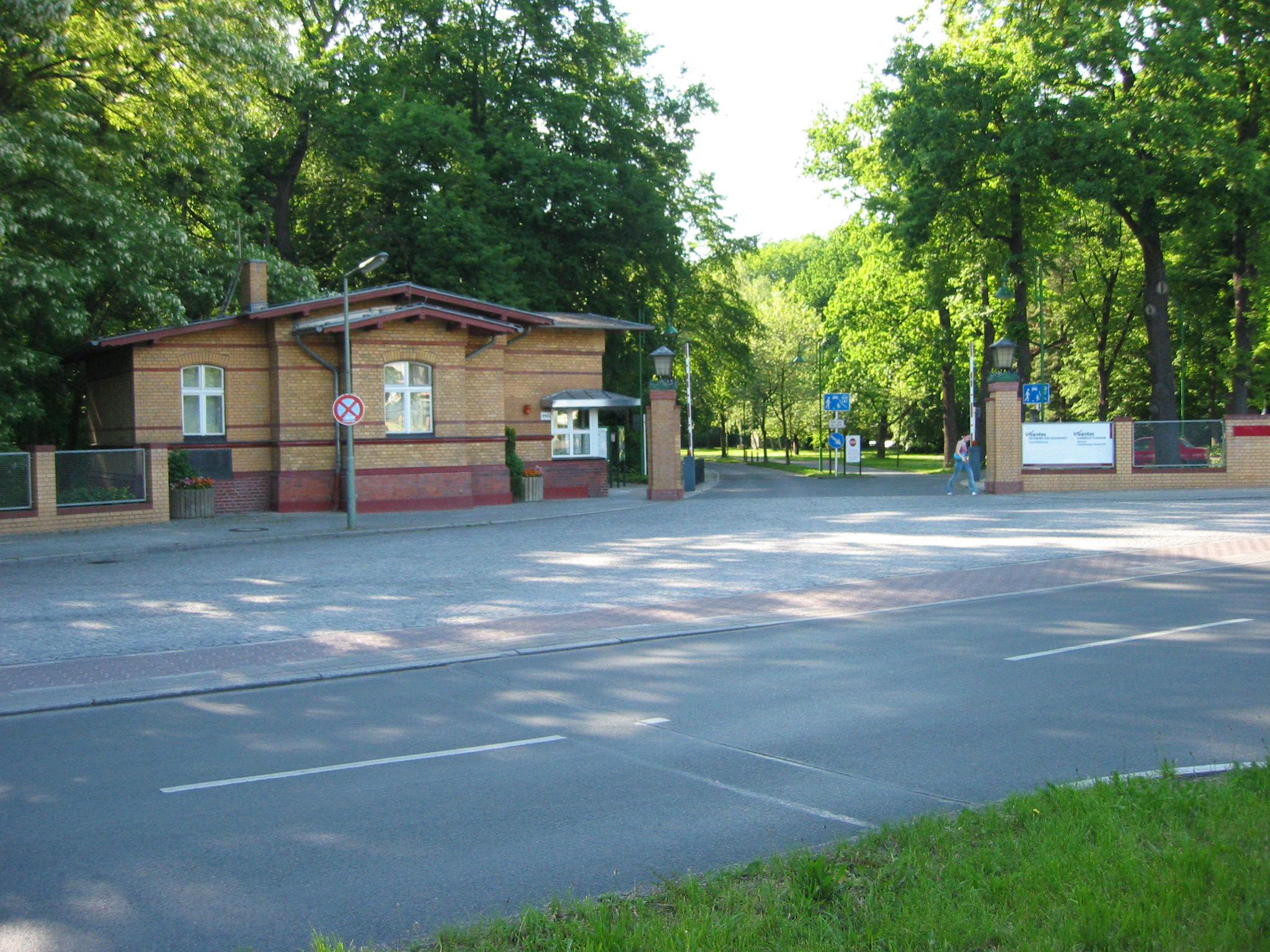
Haupteinfahrt Oranienburger Straße mit Pförtnerhaus

Die Anfänge der Berliner Psychiatrie lassen sich auf das Ende des 17. Jahrhunderts datieren, als am östlichen Stadtrand das Große Friedrichs-Hospital gegründet wurde. Der 16. April 1863 markiert den Beginn der Karl-Bonhoeffer-Nervenklinik. An diesem Tag beschloss die Berliner Stadtverordnetenversammlung mit Zustimmung des Magistrats den Bau eines Irren- und Siechenhauses für 600 Personen. Maßgeblich daran beteiligt waren Carl Ideler, der spätere erste Ärztliche Direktor der Anstalt, und der damalige Stadtverordnete Rudolf Virchow. Es wurde ein Sachverständigengremium eingesetzt, das im April 1865 der neu eingerichteten gemischten Deputation ein Gutachten zur Beratung vorlegte. Der Magistrat verringerte die Kapazität nun auf 350 bis 400 akut kranke Irre und empfahl Wilhelm Griesinger als irrenärztlichen Sachverständigen und den Königlichen Baumeister Hennecke als Architekt einzusetzen. Die Personalvorschläge lehnten die Stadtverordneten am 11. Januar 1866 ab, stattdessen sollte die gemischte Deputation unter Einbeziehung weiterer Sachverständiger ein Klinikkonzept und das Bauprogramm ausarbeiten.
Es folgte das übliche Verwaltungsprozedere, dazu kam ein polemisch ausgetragener wissenschaftlicher Streit unter den Psychiatern. Im Februar 1866 empfahl die gemischte Deputation eine geschlossene Anstalt und den Standort Dalldorf. Im März 1869 erwarb die Stadt Berlin für 35.000 Taler von Gustav Adolph Ferdinand Seidel das 282 Morgen große landwirtschaftliche Gut, damals im Landkreis Niederbarnim der preußischen Provinz Brandenburg gelegen. In der Rathauspromenade finden sich noch damals gesetzte Grenzsteine mit den eingemeißelten Buchstaben „M z B“ für Magistrat zu Berlin. Nach der Festlegung des Bauprogramms von Dezember 1869 bis Februar 1870 wurde im Mai 1870 ein beschränkter Architekturwettbewerb eröffnet. Der siegreiche Entwurf von Martin Gropius und Heino Schmieden wurde im Juli 1872 mit einigen Veränderungen durch die Stadtverordneten angenommen. Im Sommer 1873 lagen die Baupläne und Kostenvoranschläge vor. Das Projekt wurde rund zweieinhalb mal so teuer wie das von derselben Architektensozietät geplante Krankenhaus Am Friedrichshain. Durch Verhandlungen des Stadtbaurats Hermann Blankenstein und Änderungen im Bauprogramm konnten die Kosten gesenkt werden, waren aber immer noch so hoch, dass die städtischen Behörden im April 1874 den Vorschlag ablehnten. Gropius und Schmieden baten schließlich aus dem Vertrag entlassen zu werden.
Nun übernahm Blankenstein die Bauplanung, die Plätze für akut kranke Irre wurden auf 500 erhöht und zusätzlich 500 Plätze für Sieche und Unheilbare genehmigt. Die Anstalt sollte jetzt auf einem städtischen Areal in Rummelsburg errichtet werden, um die Wirtschaftsgebäude des dortigen Waisenhauses nutzen zu können. Der Baugrund wurde aber für den Rangierbahnhof Rummelsburg benötigt. Auch andere ins Auge gefasste Grundstücke erwiesen sich als ungeeignet, und so fiel 1877 die Entscheidung doch zu Gunsten Dalldorfs. Im Mai 1877 begannen die Bauarbeiten.

### 1880–1914

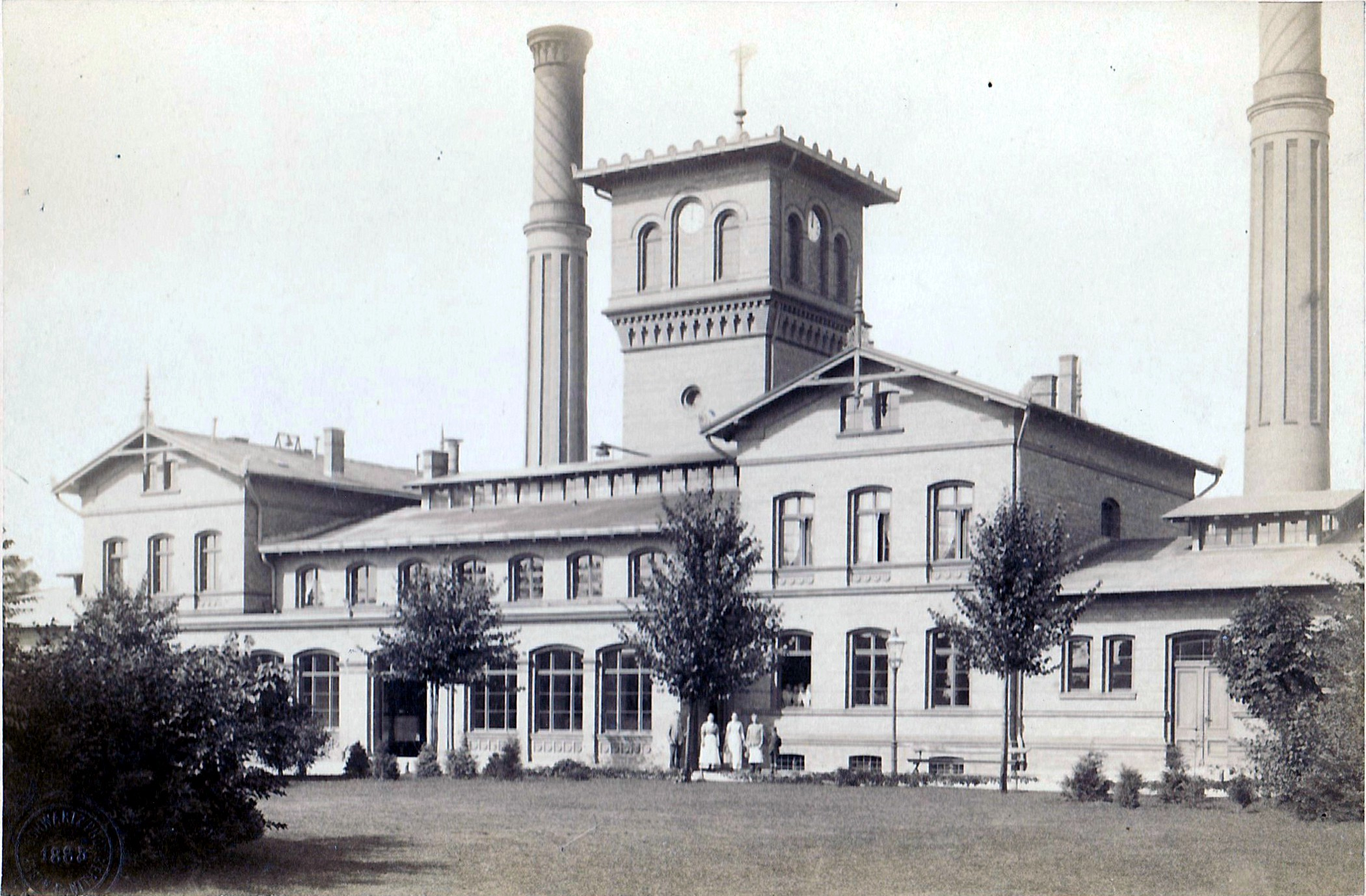
Küchenhaus, F. Albert Schwartz, 1885

Auf die Bauabnahme am 31. Januar 1880, folgte eine Besichtigung durch die städtischen Behörden am 4. Februar 1880. Einen Tag später besuchte Kaiserin Augusta von Sachsen-Weimar-Eisenach den Neubau. Zwischen dem 6. und 14. Februar 1880 zogen die Kranken aus den städtischen Einrichtungen nach Dalldorf um, vermutlich mit Hilfe von Pferdewagen. Bald danach begannen auch die Überführungen aus den privaten Anstalten. Mitte Mai wurden 925 Patienten gezählt, im August schon über 1.000. Von Anfang an war Platzmangel ein beherrschendes Thema.
Die Irrenanstalt der Stadt Berlin zu Dalldorf bestand anfangs aus zehn Kranken-Pavillons, einer Küche, einem Maschinenhaus, einer Wäscherei, einem Verwaltungsgebäude sowie mehreren Gärten und Werkstätten. Auch die nördlich angrenzenden Äcker und der Wirtschaftshof (heute Alt-Wittenau 66) gehörten dazu. Noch während der Bauarbeiten kam die Idee einer Erweiterung um ein Erziehungsheim für bis zu 100 geistig unterentwickelte Kinder auf. Außerdem war durch die gesunkenen Baupreise der Kostenrahmen nicht ausgeschöpft. Im September 1880 starteten auf der Nordseite die Bauarbeiten und im November 1881 öffnete die Städtische Idioten-Anstalt mit je elf Jungen und Mädchen. 1888 kam ein zusätzliches Mädchenhaus hinzu, so konnten bis zu 200 Kinder betreut werden.
Die Irrenanstalt gliederte sich organisatorisch in zwei Abteilungen: eine für die Irren (heute: psychisch Kranke) sowie eine für die Siechen (heute: Menschen mit geistiger Behinderung) und die Epileptiker. Beiden stand ein dirigierender Arzt vor, der für die eigentliche Irrenanstalt war zugleich Direktor der Gesamtanstalt. Zur Belegschaft gehörten neben den Ärzten und dem Verwaltungspersonal ungefähr 140 Wärter. Der Beruf des Krankenpflegers entstand in der Psychiatrie erst um die Wende des 19. zum 20. Jahrhundert. Viele der Angestellten wohnten in den ersten Jahrzehnten mit ihren Familien auf dem Anstaltsgelände.
Die Erziehungsanstalt wurde relativ selbstständig betrieben und besaß eigenes Personal. Erster Erziehungsinspektor wurde Hermann Piper. Als Aufsichtsbehörde für die Irren- und Idiotenanstalt fungierte ein Kuratorium aus drei Stadträten und fünf Stadtverordneten der Deputation für die öffentliche Gesundheitspflege. Für die Feststellung der Wohnverhältnisse der Kranken sowie das Einziehen der Kur- und Verpflegungskosten war die Armendirektion zuständig, die sanitären Verhältnisse fielen in den Bereich der Deputation für die öffentliche Gesundheitspflege.
Die Dalldorfer Irren- und Idioten-Anstalt steht exemplarisch für einen in der zweiten Hälfte des 19. Jahrhunderts entstehenden Anstaltstyp, wobei die symmetrische Anordnung der Gebäude der Trennung der Geschlechter und das Pavillonsystem der Klassifizierung der Geisteskranken dient. Die dörfliche Abgeschiedenheit war zugleich Mittel der Therapie und der Unsichtbarmachung der Kranken in der städtischen Öffentlichkeit. Trotzdem waren die Verwahrungsbedingungen in Dalldorf im Vergleich zu den Vorgängeranstalten ein deutlicher Fortschritt: Die arbeitsfähigen Patienten wurden gegen Bezahlung in den Werkstätten und Gartenanlagen der Anstalt beschäftigt, gelegentlich Ausflüge und Feste für die Patienten veranstaltet, auch Besuche durch die Angehörigen waren erlaubt und in bestimmten Fällen sogar die Beurlaubung von Kranken.

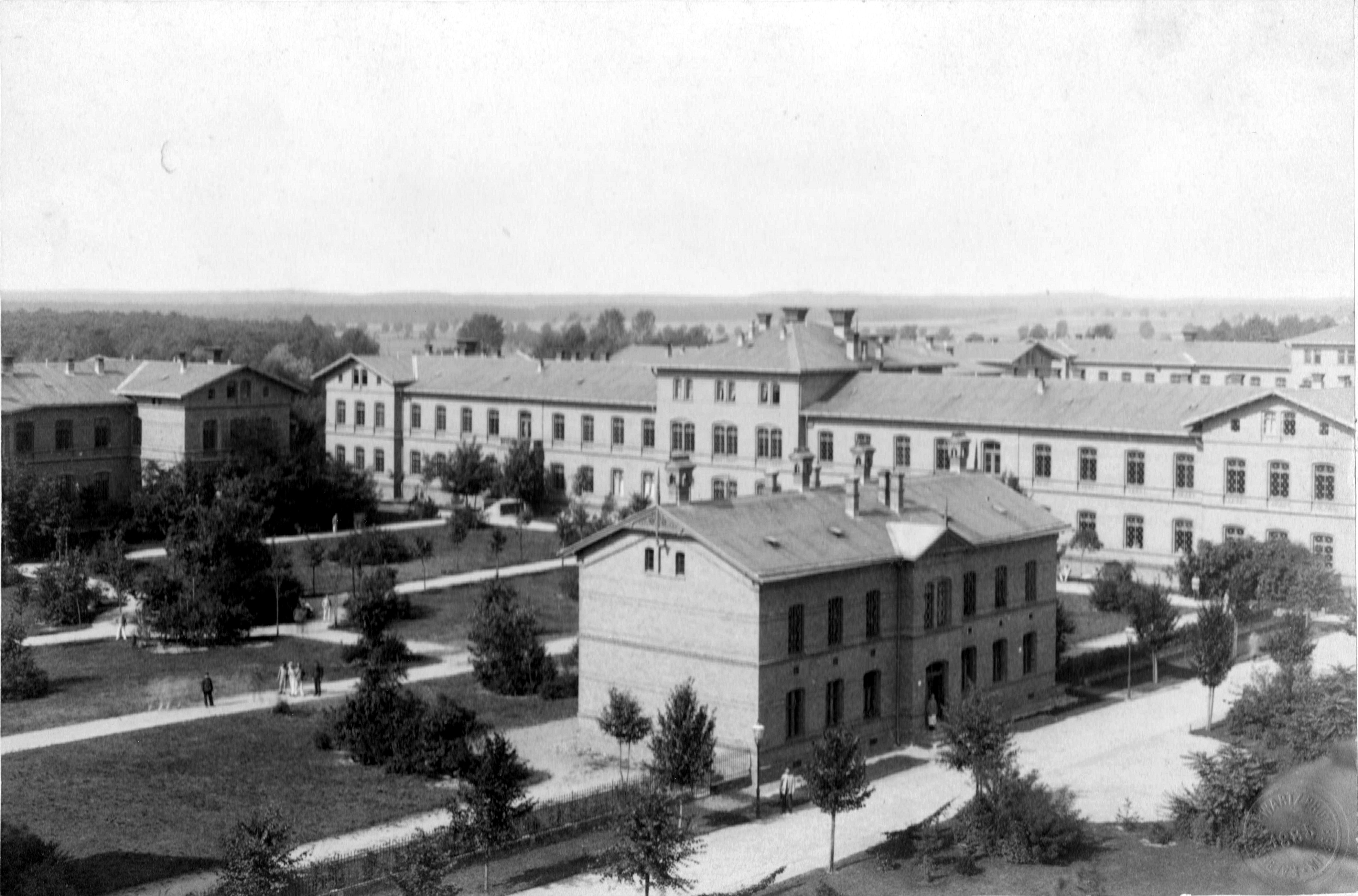
Blick auf die Irrenanstalt, F. Albert Schwartz, 1885

Glaubt man den eigenen Verlautbarungen der Anstalt und zeitgenössischen Presseartikeln, wurde kein individueller körperlicher Zwang ausgeübt. Wilhelm Sander, Direktor von 1887 bis 1914, fasste es im Satz „Zwang ist Vernachlässigung.“ zusammen. Ob liberaler Ansatz und Realität aber immer übereinstimmten, darf bezweifelt werden. Noch 1980 fanden sich in alten Schränken angeblich genau 100 Jahre zuvor beseitigte Zwangsjacken. Auch sogenannte Zwangshandschuhe wurden in den ersten Jahrzehnten angewandt.
Auch in der Forensischen Psychiatrie wurde zunächst ein liberales Regime gepflegt. Die Anstalt nahm neben polizeilich eingewiesenen Patienten auch während der Haft Erkrankte auf, die heute meist in den Krankenanstalten der Gefängnisse behandelt werden. Die öffentliche Debatte sowie die Berichterstattung der Presse über Entweichungen waren mit Vorurteilen belastet. Der dadurch entstandene Druck erzwang 1883 die Einrichtung eines Festen Hauses. Der Krankenpavillon 5 wurde mit Eisengittern vor den Fenstern und einer hohen Umfassungsmauer gesichert, das Wachpersonal verdreifacht. Allerdings wurden auch die Beschäftigungsmöglichkeiten erweitert und die Anzahl der Personen in den Schlafräumen auf drei bis vier verringert.
Die Zahl der straffälligen Kranken wuchs in den ersten Jahren stetig, auch wenn noch nicht zwischen wegen einer Straftat eingewiesenen Kranken – damals „verbrecherische Irre“ – und Kranken mit Straftaten in der Vorgeschichte – damals „irre Verbrecher“ – unterschieden wurde. 1889 öffnete im Gefängnis Moabit eine ärztliche Beobachtungsabteilung für geisteskranke Verbrecher. Statt der erhofften Entlastung für Dalldorf kam es zu einer weiteren Belastung. Da Patienten aus ganz Preußen in die Berliner Gefängnisse eingewiesen wurden, musste die Anstalt schließlich auch Nichtberliner betreuen. Erst 1904 wurde für das Problem eine Lösung gefunden, indem die Häftlinge in die Anstalten ihres Herkunftsortes verlegt wurden.
Neben dem Anstieg der Einwohnerzahl wirkte sich die Anstalt auch auf die Verkehrserschließung von Dalldorf aus. Mit der Eröffnung der ersten Teilstrecke der Nordbahn am 10. Juli 1877 wurde auch der Bahnhof Dalldorf eingeweiht. Für die Besucher und Mitarbeiter wurde um 1880 eine Stichstrecke der Pferdebahn angelegt. Vom Alexanderplatz aus brauchte man eine Stunde bis zur Endhaltestelle in der heutigen Ollenhauerstraße 73. Am 1. Oktober 1893 wurde der erste Abschnitt der Kremmener Bahn in Betrieb genommen, dessen Trasse unmittelbar südlich des Anstaltsgeländes vorbeiführt. Vom Bahnhof Dalldorf (Kremmener Bahn) führte ein Anschlussgleis bis in die Nähe des Verwaltungsgebäudes. Dort konnte in die anstaltseigene Schmalspur-Lorenbahn umgeladen werden, deren Rillenschienen führten zwischen den Anstaltsgebäuden hindurch bis zum Wirtschaftshof.
Durch die weiter steigende Einwohnerzahl und die Massenverelendung in Berlin arbeitete die Dalldorfer Anstalt an ihrer Kapazitätsgrenze. Zur Entlastung initiierte Wilhelm Sander schon 1885 das System der sogenannten Familienpflege. Nicht mehr ständig Pflegebedürftige wurden gegen Bezahlung und unter ärztlicher Kontrolle in Pflegefamilien gegeben, bei gleicher Eignung auch an die eigenen Angehörigen. Die Patienten sollten so stufenweise ins gesellschaftliche Leben zurückgeführt werden. Diese therapeutische Erwartung erfüllte sich. Das zweite Ziel war wirtschaftlicher Art. Die Armenverwaltung sparte deutlich Kosten ein und die Pflegefamilien erhielten einen zusätzlichen Verdienst. Auch wenn die Wahrendorffsche Anstalt in Ilten 1880 erstmals diese Methode in Deutschland erprobte, war das Wirken in Dalldorf durchaus bahnbrechend.

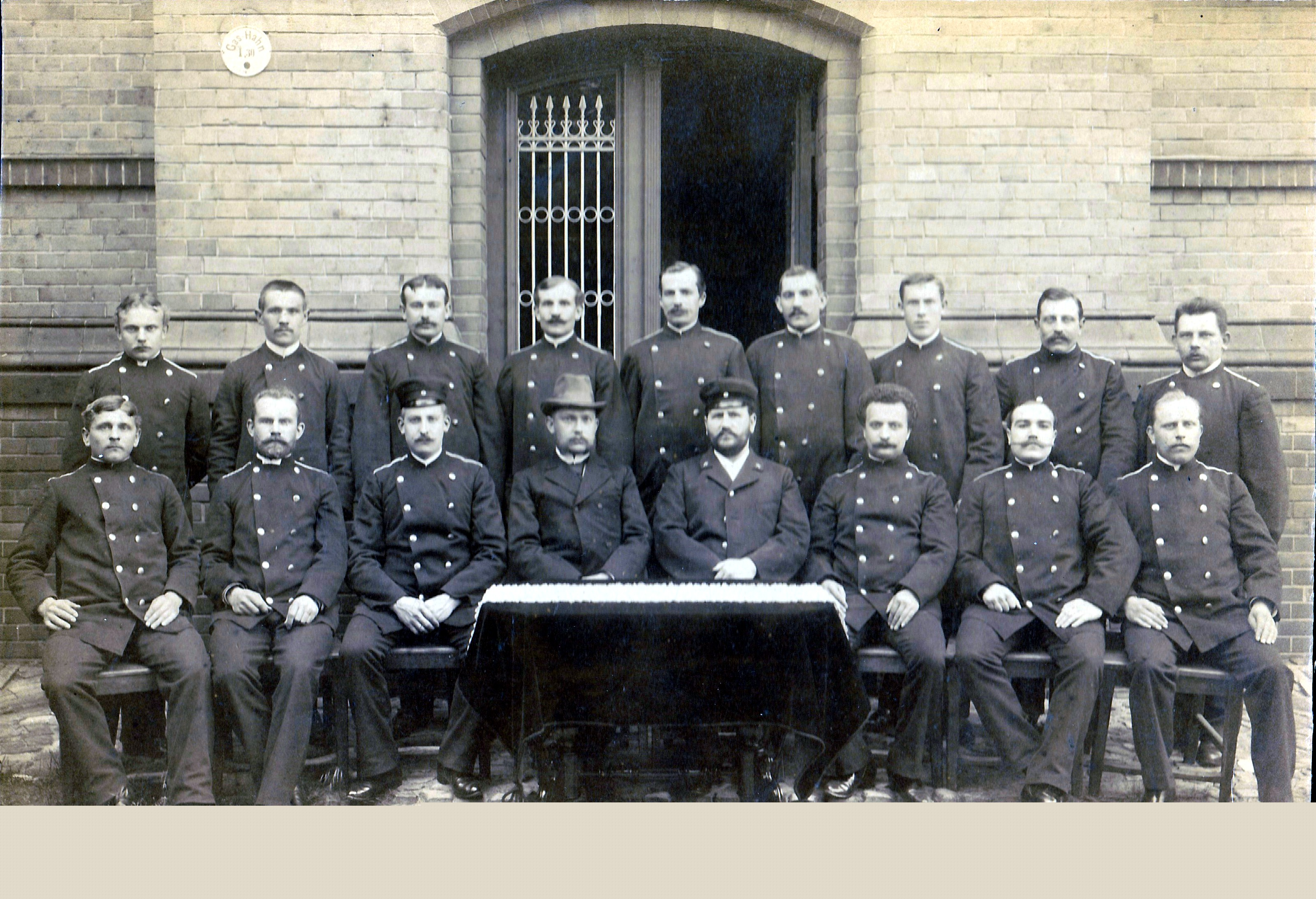
Krankenpfleger, 1903

Ende der 1880er Jahre konnte durch Hinzunahme bisher ungenutzter Räume in den Dachgeschossen und die Auslagerung von Dienstwohnungen die Kapazität der Irrenanstalt auf 1300 Kranke erhöht werden. Als landwirtschaftliche Irrenkolonie wurden 1887 beim alten Gutshaus zwei Koloniehäuser (heute Eichborndamm 238–240) errichtet, die durchschnittlich mit 60 ruhigen und arbeitsfähigen, ausschließlich männlichen Kranken belegt wurden. 1925 bis 1954 wurde hier die Städtische Nervenklinik für Kinder und Jugendliche Wiesengrund betrieben.
Die Stadt reagierte auf den Anstieg geistig Erkrankter mit dem Ausbau des Irrenwesens: Anno 1893 öffneten im Juni die zweite Städtische Irren-Anstalt Herzberge in Lichtenberg und im November die Anstalt für Epileptische Wuhlgarten bei Biesdorf. Die dritte Städtische Irren-Anstalt Buch in der Ortschaft Buch kam 1906 hinzu. Das Stadtgebiet gliederte sich nun in Aufnahmebereiche, wobei Dalldorf für den Westen Berlins zuständig war. Bezeichnend ist die Lage der Irrenanstalten im nördlichen bzw. nordöstlichen Hinterland in der Nähe der traditionellen Arbeiterbezirke. Die meisten Patienten stammten aus der Unterschicht, was sich aus den Verwaltungsberichten des Magistrats von Berlin und den Statistischen Jahrbüchern für 1880–1918 gut entnehmen lässt. Die Wohlhabenden wurden nach wie vor in den privaten Anstalten betreut.
Am 28. Oktober 1899 brach im Festen Haus eine Häftlingsrevolte aus. Einer der Pfleger wurde niedergeschlagen, konnte aber fliehen und Hilfe holen. Die Ärzte erreichten durch Verhandlungen und die Zusicherung von Strafverzicht einen Rückzug der Revoltierenden. Nun konnte auch der sich ausbreitende Brand bekämpft werden. Die Patienten hatten die Strohsäcke, auf denen sie schlafen mussten, angezündet. In der Folge erhielt das Haus 5 einen Anbau mit zwei Schlafsälen, darin zahlreiche Einzel- und Isolierzellen. Auch das Pflegepersonal wurde aufgestockt.

### 1914–1933
1914 übernahm Friedrich Wilhelm Kortum den Posten des Direktors der Anstalt Dalldorf. Bereits zu Beginn des Ersten Weltkriegs verursachte der Hunger eine spürbare Gewichtsabnahme der Insassen und in den Kriegswintern 1916/17 und 1917/18 eine sprunghafte Erhöhung der Mortalität. Lag die Sterberate vor dem Krieg relativ konstant bei 350 je Jahr, stieg sie 1916 auf 504 und 1917 auf 657 Tote. Unter den deutschen Psychiatern führte das Miterleben, wie zehntausende Menschen in den Anstalten an Unterernährung starben, zur Überlegung, dass das Leben der Kranken und Schwachen weniger wiegt als das der Leistungsfähigen. Welche Folgen das konsequente Weiterdenken dieser Idee hatte, zeigte sich ab 1933.
Zwei Gründe führten ab 1920 dazu, dass weit mehr Menschen zu versorgen waren als jemals zuvor. Zum einen die Bildung von Groß-Berlin, die Dalldorfer Anstalt lag nun in der Stadt. Zum anderen die gleichzeitige Verringerung der Rolle der Privatanstalten, zuvor wie eine Art Hilfseinrichtung genutzt. Um den Aufgaben gerecht zu werden, sicherte sich Berlin 5000 Betten in den Brandenburgischen Provinzialanstalten (Eberswalde, Neuruppin, Sorau, Teupitz, Görden und Landsberg/Warthe) für chronisch oder langfristig physisch Kranke. Die Einstellung diese aus der Stadt zu verbannen blieb also erhalten. Zum anderen wurde ab Beginn der 1920er Jahre in Dalldorf umfangreich gebaut: Umstellung auf elektrische Stromversorgung und Beleuchtung, Beseitigung der Rieselfelder und Anschluss an die Kanalisation, Erweiterung und Modernisierung von Küche und Wäscherei sowie in fast der Hälfte der Häuser der Ausbau der Dachgeschosse zu Pflegerwohnungen.
Die demokratischen Reformbemühungen in der Psychiatrie zu Beginn der Weimarer Republik ebbten bald wieder ab. Die Ernennung von Emil Bratz zum Ärztlichen Direktor der Wittenauer Heilstätten 1922 passte durchaus in dieses Bild. Der Aufschwung der Nervenheilkunde ab Mitte der 1920er Jahre war dann eher ökonomisch geprägt und ergriff auch die Irrenanstalt Dalldorf. Das Erziehungsheim beschränkte sich ab 1924 auf Kinder, die nach Schul- und Handwerksunterricht draußen eine Lehre absolvieren könnten. Um die Veränderungen zu dokumentieren, hießen die Einrichtungen ab 1925 Wittenauer Heilstätten bzw. Erziehungsanstalt der Wittenauer Heilstätten. Durch Umwandlung des obersten Stocks von Haus 1 entstand im Januar 1928 ein sogenanntes Abstinenz-Sanatorium für Trinker, Morphinisten und Kokainisten. Die 60 Plätze waren für die Masse an Aufnahmeanträgen aber völlig unterdimensioniert.
Neben der umfangreichen und meinungsbreiten wissenschaftlichen Forschung z. B. zur Malariabehandlung der progressiven Paralyse, fallen drei reformatorische Ansätze ins Auge: der kontinuierliche Ausbau der Familienpflege, das Wittenauer System sowie die erbbiologische Erfassung und Verkartung der Wittenauer Krankenakten, die 1929 begann, aber wegen der Kosten abgebrochen wurde.
Nach dem Einbruch im Ersten Weltkrieg wurde die Familienpflege stetig ausgedehnt und so zur umfangreichsten in den deutschen Großstädten, vermutlich sogar Europas. Der maßgebliche Schub kam dabei durch die sogenannten Pflegeheime. Meist von Frauen mit Vorerfahrungen in der Irrenpflege geleitet, boten sie oft fachlich fundiertere Betreuung als die Pflegefamilien und nahmen bis zu 18 Kranke auf. Wie die Familien suchte auch die Heime regelmäßig ein Pfleglingsarzt auf. Dazu kam 1927 die erste soziale Anstaltsfürsorgerin. Sie begleitete den Arzt, half bei den beiden monatlichen Pflegetagen, hielt Kontakt zu den Stadtbezirken und betreute bei Bedarf die Familien der Kranken auch außerhalb der Anstalt.
Als Wittenauer System oder Staffelsystem wurde das Netz an psychiatrischen Einrichtungen bezeichnet, das sich nach dem Ersten Weltkrieg um die Dalldorfer Anstalt entwickelte und organisatorisch mit ihr verbunden war.
| 1. Staffel oder Grundstaffel | Irrenanstalt Dalldorf bzw. Wittenauer Heilstätten |
| 2. Staffel                   | weitgehend eigenständige Anstalten: Kolonie Wiesengrund, Erziehungsheim und Abstinenzsanatorium |
| 3. Staffel                   | Familienpflege |
| 4. Staffel                   | offene und nachgehende Fürsorge durch: • spezielle Sprechstunden und Hausbesuche, • Nachbetreuung der entlassenen Paralytiker, • Hilfsvereine für entlassene Geisteskranke, • bezirkliche Fürsorgestellen für Nerven- und Gemütskranke, • Städtische Beiratsstelle für Nerven- und Gemütskranke |
| 5. Staffel                   | Tätigkeit der Psychiater |

Der medizinisch-therapeutische Charakter der Anstalt hatte sich durchgesetzt. Trotzdem gab es immer noch berechtigte Kritik an der Unterbringung der Patienten, z. B. festgehalten im Bericht über die Besichtigung der Städtischen Irrenanstalt Wittenau am 11. März 1930.

### 1933–1945

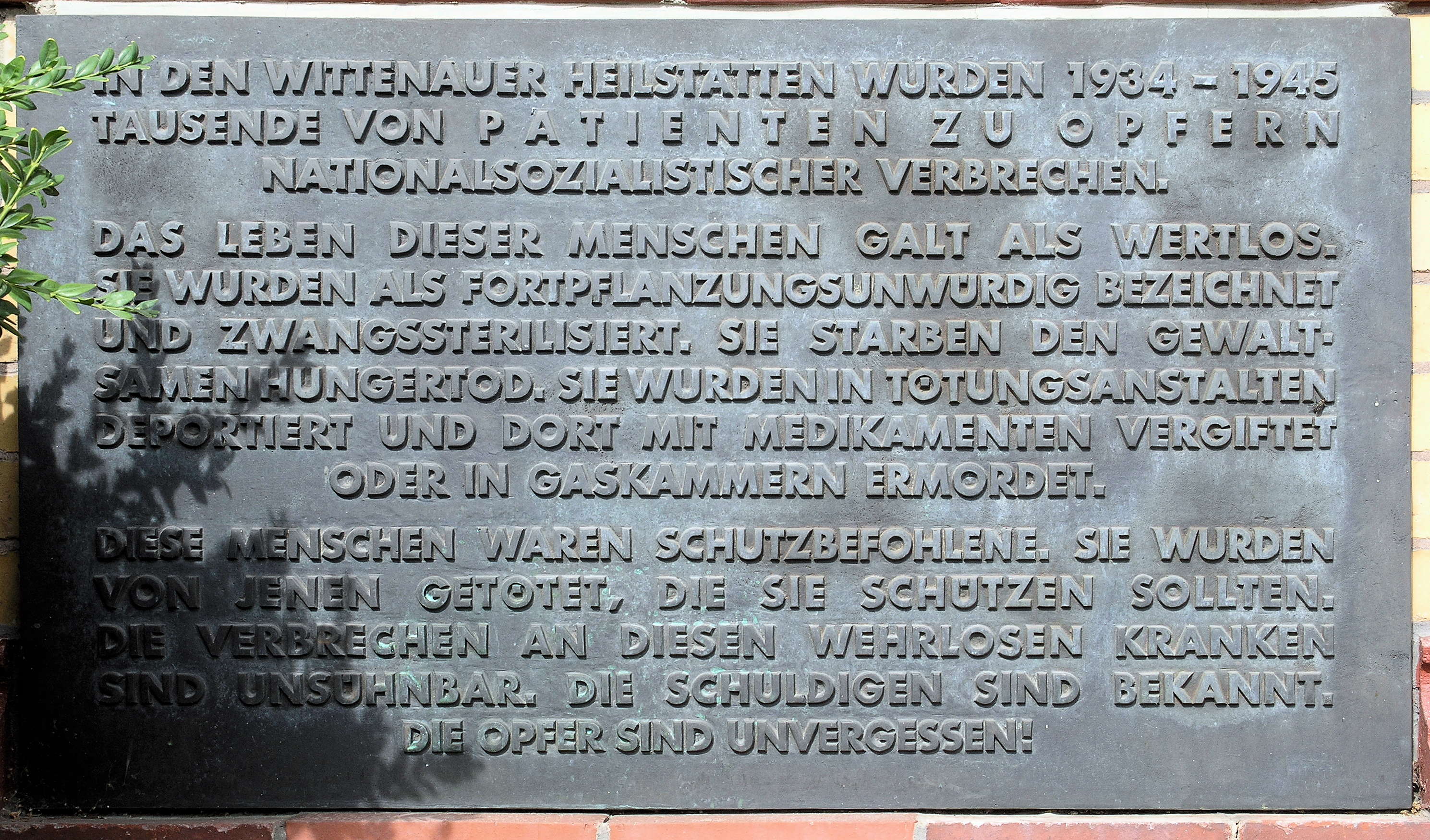
Gedenktafel für die Opfer der Psychiatrie-Verbrechen am Haupteingang

Durch die herausgehobene Stellung der Wittenauer Heilstätten als älteste, renommierteste und bekannteste psychiatrische Klinik der Reichshauptstadt spielte sie eine zentrale Rolle in den Plänen der Nationalsozialisten. Die Änderungen im Alltag waren schnell zu spüren. Ab 1933 nutzte die Hitlerjugend den Kirchensaal im Verwaltungsgebäude für ihre Vereidigungen und die NSBO-Betriebsgruppe enthüllte am 15. Oktober ein Kriegerdenkmal nahe dem Haupteingang. Der Wechsel in der Klinikführung hatte aber profane Gründe. Mit 65 Jahren erreichte der Sanitätsrat das Pensionsalter und schied zum 1. Oktober 1933 aus. Neuer Ärztlicher Direktor wurde Gustav Adolf Waetzoldt. Anders sah es bei der Entfernung von Juden und politischen Gegnern aus. Unter Anwendung des Gesetzes zur Wiederherstellung des Berufsbeamtentums vom 7. April 1933 entließ die Klinik laut Zeitzeugen 30–40 Mitarbeiter. Das Gegenstück zur „Säuberung“ war die „Sonderaktion“, bei der Altmitglieder der NSDAP ohne Berücksichtigung ihrer Qualifikationen eingestellt wurden.

#### Zwangssterilisierungen
| Apr. – Dez. 1934 | 337 Beschlüsse |
| 1935             | 587 Beschlüsse |
| 1936             | 467 Beschlüsse |
| 1937             | 301 Beschlüsse |
| Jan. – Sep. 1938 | 136 Beschlüsse |

Gleich nach Inkrafttreten des Gesetzes zur Verhütung erbkranken Nachwuchses am 1. Januar 1934 setzten sich die Wittenauer Psychiater nachdrücklich für dessen Umsetzung ein. Zwischen April 1934 und September 1938, für diesen Zeitraum liegen vollständige Angaben vor, reichten sie 1828 Anträge auf Unfruchtbarmachung bei den Erbgesundheitsgerichten ein. Bis zum Kriegsende wurden es über 2000. Nicht immer ordnete das Gericht die Sterilisation an. Im o. g. Zeitraum wurde 56 Mal negativ beschieden, nur selten aus Zweifeln an der „Erbkrankheit“, vielmehr aufgrund Übereifers der Ärzte. Von chronisch Kranken auf geschlossenen, nach Geschlechtern getrennten Stationen sowie von Frauen nach der Menopause ging schließlich keine „Fortpflanzungsgefahr“ aus.
In der Regel meldete Anstaltsdirektor Waetzoldt auch Patienten, auf welche die Gesetzesregelungen nur möglicherweise zutrafen. Von den 2635 Patienten der Wittenauer Heilstätten inklusive der angegliederten Einrichtungen Ende 1935 waren nach seiner Auffassung 1498 „erbkrank“, zudem entschieden ihm die Erbgesundheitsgerichte nicht streng genug. Nach erstinstanzlichen Sterilisationsfreisprüchen erwirkte er bis September 1938 in mindestens zehn Fällen eine Anordnung der Unfruchtbarmachung durch das Erbgesundheitsobergericht.
Die Heilstätten und die Erbgesundheitsgerichte waren personell eng verflochten. Wittenauer Ärzte bekleideten mehrere Funktionen: Behandlung von Patienten, Ausbildung von Kollegen und Richtern in nationalsozialistischer Rassenhygiene, Verfassung von Sterilisationsgutachten und Wahrnehmung von Richterposten an Erbgesundheitsgerichten. Zu nennen sind dabei z. B. Friedrich Panse, Werner Pfleger, Wilhelm Bender (1900–1960), Kurt Hasse und Rudolf Thiele.
Der Häufigkeit nach fanden die Zwangssterilisationen in folgenden Krankenhäusern statt: Rudolf-Virchow-Krankenhaus, Erwin-Liek-Krankenhaus, Auguste-Viktoria-Krankenhaus, Krankenhaus Am Urban, Krankenhaus Moabit und anderen. Mit einer am 1. September 1939 – an diesem Tag begann der Zweite Weltkrieg – in Kraft tretenden Verordnung, die vorschrieb nur noch in dringenden Fällen zu sterilisieren, sowie dem auf denselben Tag vordatierten Euthanasie-Erlass wurde zur „Vernichtung lebensunwerten Lebens“ übergegangen.

#### Aktion T4 in Berlin
Nach Aussagen von Hans Hefelmann waren die leitenden Ärzte der vier Berliner Heil- und Pflegeanstalten in die Vorbereitung der Aktion T4 eingebunden. So nahmen sie am 10. August 1939 an einem Treffen von etwa 15 bis 20 Personen im Amtszimmer von Philipp Bouhler in der Kanzlei des Führers teil. Unter anderem mit Karl Brandt, Leonardo Conti sowie weiteren Ärzten und führenden Beamten wurden praktische Details und die Kriterien der geplanten Krankenmorde besprochen. Im September 1939 statteten die Organisatoren der Euthanasie den Anstalten Buch und Wittenau einen Besuch ab. Im selben Monat wurden bei einer erneuten Besprechung in der Kanzlei des Führers entstandene Schwierigkeiten aus der Sicht von Fachärzten diskutiert, unter Anwesenheit der vier Direktoren der Berliner Anstalten.
| 1939      | 9204 Kranke |
| Ende 1941 | 3525 Kranke |
| 1945      | 1807 Kranke |

Am 20. Januar 1940 kündigte der Reichsverteidigungskommissar für den Wehrkreis III in einem Erlass die Verlegung einer größeren Zahl von Insassen der Heil- und Pflegeanstalten an. Zunächst mussten die Stationsärzte Fragebögen ausfüllen. In den Listen sollten alle Kranken aufgeführt werden, die sich mehr als fünf Jahre in der Anstalt aufhielten und nicht so viel arbeiteten, dass ihre Verpflegung dadurch abgegolten war. Nach einer Weile setzten die Abtransporte durch die Gekrat ein. Die Familien wurden nicht benachrichtigt. Wer sonntags seinen Angehörigen besuchen wollte, fand nur leere Betten vor. Schließlich wurde ihnen mitgeteilt, dass die Patienten in die Provinzialanstalten verlegt wurden. Nach und nach sickerte aber durch, dass die Fahrten direkt oder indirekt in die Gaskammern der Tötungsanstalt Brandenburg und später Bernburg führten.
Nach einigen Unzumutbarkeiten und Personenverwechselungen wurden die Patienten über Zwischenanstalten nach Brandenburg transportiert. Berlin nutzte hauptsächlich die Sammelstelle in der Landesanstalt Neuruppin, die Ende Juni 1940 eingerichtet und ab August belegt wurde. Zunächst wurden die Namen und später auch die laufende Nummer der zur Verlegung vorgesehenen Menschen auf einem Streifen Leukoplast notiert und den Opfern auf den Rücken geklebt. Der Vorschlag, wie diese Praxis noch zu verbessern war, ging von Hans Berendes, stellvertretender Direktor in Neuruppin, am 29. August 1940 an das Berliner Hauptgesundheitsamt und von dort in Form einer Weisung an die Berliner Anstalten.
Auf dem Rückenteil von Bluse bzw. Hemd wurde der volle Name der Patienten eingenäht. Am Tag des Abtransports halfen die Pflegerinnen und Pfleger den Kranken, die Bluse auszuziehen oder das Hemd hochzustreifen, danach mussten sie den Rücken krumm machen. Zwischen die Schulterblätter wurden mit einem angefeuchteten roten Kopierstift der Vor- und Familienname, gegebenenfalls auch der Geburtstag auf die bloße Haut geschrieben. Außerdem wurde im Knopfloch mit Bindfaden eine blecherne Kennmarke befestigt, in die die fortlaufende Nummer eingestanzt war.
Die Episode zeigt, dass viele Aufgaben von der Staatsverwaltung unabhängig von der zunächst außerinstitutionell operierenden Euthanasie-Behörde erledigt wurden. Für Berlin organisierten die Landesanstalt Neuruppin, der Provinzialverband Brandenburg, das Hauptgesundheitsamt Berlin und die vier sogenannten Ursprungsanstalten z. B. die Festlegung des Transportzeitpunkts, die Vorbereitung der Kranken zum Transport, den Schriftwechsel mit den Angehörigen sowie die Klärung von Problemen, die sich bei der heimlichen Ermordung tausender Menschen ergaben.
Die Direktoren der Ursprungs- und Zwischenanstalten sowie ihre Stellvertreter waren ermächtigt, jeden Namen auf den Transportlisten mit roter Tinte durchzustreichen; das geschah, wenn die Leute schon tot waren oder als unentbehrliche Arbeitskräfte eingestuft wurden. Auch auf Wunsch der Angehörigen mussten die Patienten entlassen werden, es sei denn, die Personen waren polizeilich eingewiesen, sicherungsverwahrt oder als gemeingefährlich eingestuft. Diese Interventionsmöglichkeit war weitgehend unbekannt und wurde deshalb kaum genutzt.
Während des Jahres 1940 meldeten die öffentlichen Berliner Heil- und Pflegeanstalten über die Medizinalabteilung des Reichsinnenministeriums der Zentraldienststelle T4 etwa 6000 Patienten. Die meisten davon wurden ermordet. So konnte schon am 31. Oktober 1940 die Heil- und Pflegeanstalt Buch in das Hufeland-Hospital umgewandelt werden. Herzberge wurde im Juni 1941 zum Lazarett umfunktioniert und Wuhlgarten wenig später zum Hospital. Nur Wittenau blieb als aufnehmende psychiatrische Klinik in Berlin übrig.
Auf Grundlage eines Beschlusses des Deutschen Gemeindetages vom 3. April 1940 erhielten die städtischen Friedhofinspektoren exakte Anweisungen, wie mit den Massensendungen immer gleicher Urnen immer desselben Absenders zu verfahren war. Die großen Berliner Friedhöfe erhielten 1940/41 dann tatsächlich tausende sterbliche Überreste. Aufgrund sinkender Belegungszahlen lief die Sammelstelle Neuruppin ab dem 2. Dezember 1940 aus und in Görden wurde eine kleinere Station eingerichtet. Kompetenzgerangel zwischen den Anstaltsdirektoren und der Zentraldienststelle T4 sowie das Publikwerden der Aktion führten am 24. August 1941 zu deren Abbruch. Das Morden ging in dezentraler Form aber weiter.

#### Dezentrale Krankenmorde
| Jahr               | Tote |
| ------------------ | ---- |
| 1923               | 464  |
| 1933               | 389  |
| 1938               | 241  |
| 1939               | 358  |
| 1940               | 481  |
| 1941               | 582  |
| 1942               | 853  |
| 1943               | 781  |
| 1944               | 919  |
| Jan. – 8. Mai 1945 | 633  |

Zwei Indizien sprechen für NS-Krankenmorde in den Wittenauer Heilstätten: zum einen die große Zahl der Todesfälle – von 1939 bis Kriegsende starben 4607 Patienten – zum anderen die hohe Sterberate innerhalb bestimmter Gruppen, z. B. der Juden und Ausländer. Teilweise lässt sich die unzureichende Ernährung – 1941 liegt das Körpergewicht der Kranken im Vergleich zu 1938 etwa zehn Prozent tiefer – auf den Krieg zurückführen, erklärt aber nicht alles. Vermutlich wurden die Essensrationen nach Produktivität verteilt. Viele Krankheitsverläufe sprechen dafür, dass die nicht Arbeitsfähigen nur Hungerrationen erhielten.
Während die Sterberate bis 1938 insgesamt sank, kam von den jüdischen Patienten schon zwischen 1933 und 1939 ein knappes Viertel in Wittenau ums Leben, dies nach durchschnittlich etwas länger als acht Monaten Unterbringung und mit 74 Jahren. Ab 1939 wurde bei einem knappen Drittel nach nur ein bis zwei Monaten der Tod registriert. Die Lebenserwartung sank 1940 auf 70 und in den Folgejahren auf etwa 65 Jahre. Die Krankengeschichten nach 1939 fallen durch ihre sich gleichenden Eintragungen auf. Nach einem ausführlichen Aufnahmebefund wurde die Dokumentation immer spärlicher. Kurz vor dem Todestag meist die kurze Bemerkung „allgemeiner Kräfteverfall“. Der Sterbeeintrag zeigte oft dieselbe Handschrift. Am häufigsten wurden die Todesursachen Lungenentzündung und Herzschwäche angegeben. Beides Anzeichen für einen gewaltsamen Tod.
Verlegungen in die Provinzialanstalten waren keine Besonderheit, ab 1920 waren es 30–50 chronisch Kranke pro Jahr. Die Anstalt Obrawalde, eine brandenburgische Einrichtung auf pommerschem, heute polnischem Gebiet, spielte für Wittenau aber kaum eine Rolle. Ab 1939 änderte sich dies. Bis Ende 1944 wurden laut den Obrawalder Aufnahmebücher 2013 Wittenauer Patienten gen Osten befördert, nur wenige überlebten.
Die Patienten verbrachten vor dem Transport wenige Wochen bis einige Monate in Wittenau. In dieser Zeit wurde ihnen die Fürsorge entzogen, sie verwahrlosten und mussten hungern. Ihr Zustand war oft erbarmungswürdig. Sogar der pommersche Oberpräsident beschwerte sich beim Berliner Hauptgesundheitsamt, „daß die aus den Wittenauer Anstalten nach Obrawalde eingewiesenen Kranken teilweise in einem unordentlichen, vernachlässigten Zustand angekommen sind“ und bat darum, „dafür Sorge zu tragen, daß in Zukunft die zu verlegenden Kranken in einem ordentlichen Zustand, zumindest aber ungezieferfrei, abgegeben werden“.
Nur rund ein Drittel der Deportierten war schon zuvor in Wittenau. Die meisten waren also keine Langzeitkranken, sondern erstmals und nur kurzfristig in der Klinik. Die Anweisung zur Verlegung verfügte das Berliner Hauptgesundheitsamt, die Auswahl traf aber die Anstalt. Die Oberpfleger selektierten und legten dem Stationsarzt die Listen zur Genehmigung vor. Kriterien waren dabei: arbeitsunfähig, arbeitsunwillig, unbequem, aggressiv, pflegeintensiv oder unsauber. Die Krankenpfleger waren von Beihelfern einer von oben angeordneten Prozedur zu Entscheidern über Leben oder Tod geworden.
Die Angehörigen wurden meist nicht über die Verlegung informiert. Die Transporte erfolgten zunächst per Lastkraftwagen zum Hamburger und Lehrter Güterbahnhof oder zu den Bahnhöfen Hermsdorf bzw. Grunewald. Dort ging es mit der Eisenbahn weiter. Als Begleiter waren immer Pfleger dabei und mindestens einmal auch ein Arzt. Auf Anweisung des stellvertretenden Direktors Kurt Hasse reiste am 8. Dezember 1943 Oberarzt Willi Behrendt mit. Schätzungsweise mehr als 10.000 Berliner Psychiatriepatienten wurden zwischen 1939 und 1945 ermordet.

#### Forensische Psychiatrie mit Aktion „Vernichtung durch Arbeit“
| Jahr | Patienten |
| ---- | --------- |
| 1934 | 028       |
| 1935 | 037       |
| 1937 | 077       |
| 1938 | 083       |
| 1939 | 129       |
| 1940 | 131       |
| 1941 | 150       |
| 1943 | 143       |

Das Gesetz gegen gefährliche Gewohnheitsverbrecher und über Maßregeln der Sicherung und Besserung vom 24. November 1933 führte in Wittenau zum Anstieg der forensischen Patienten. Der Deutsche Gemeindetag führte regelmäßig Umfragen unter den Heil- und Pflegeanstalten über diese Patientengruppe durch. Daher liegen für die ersten vier Jahre exakte Zahlen zu Diagnosen, Delikten und angewandten Gesetzesparagrafen vor. In Berlin stellten die Alkohol- und Rauschgiftsüchtigen mit 33 % die größte Gruppe, erst danach folgten Psychopathen und Schizophrene. Die häufigsten Delikte waren Sittlichkeitsvergehen, circa 10 % saßen wegen einer politischen Straftat ein.
Bei der Umfrage von 1934 lautete das Fazit der Berliner Anstalten noch: „keine besonderen Schwierigkeiten“ mit den forensischen Patienten. Später wurden die Ausgrenzungswünsche immer stärker und die Wittenauer Heilstätten forderten mehrfach ihre Unterbringung im Arbeitshaus oder im Bewahrungshaus Lichtenberg. Die Argumente des Anstaltsdirektors Waetzoldt waren Kostenreduzierung und die „abschreckende erzieherische Wirkung“. Die Umfrage im Oktober 1938 fasste das Hauptgesundheitsamt Berlin mit dem Wunsch nach anderweitiger und billigerer Unterbringung sowie der Forderung nach einem Gesetz über die Behandlung Gemeinschaftsfremder zusammen. Den Vorschlag des Amts vom 17. Juli 1939, alle nach § 42 b RStGB Untergebrachten in die Anstalt Obrawalde zu verlegen, lehnte der Generalstaatsanwalt zu diesem Zeitpunkt ab.
Für die Aktion „Vernichtung durch Arbeit“ wurden ab Oktober 1942 Gewohnheitsverbrecher, asoziale und jüdische Gefangene in den Gefängnissen erfasst. Reichsjustizminister Otto Georg Thierack erließ am 22. Oktober 1942 einen Erlass: Asoziale Gefangenen sollten an die Polizeibehörden übergeben und dann in Konzentrationslagern durch „Arbeit vernichtet“ werden. Davon betroffen waren Juden, Zigeuner, Polen, Russen, Ukrainer, Sicherungsverwahrte und Zuchthausinsassen mit mehr als acht Jahren Haftstrafe.
Die psychisch kranken Straftäter in den Anstalten waren davon zunächst nicht berührt, hier war eine eigene Regelung vorgesehen. Die Musterbegutachtung der Insassen im Städtischen Arbeits- und Bewahrungshaus Berlin-Lichtenberg im Januar 1942 stellte den Start dar. Ab dem 3. Oktober 1942 wurden alle nach § 42 b und c RStGB in den Heil- und Pflegeanstalten untergebrachten Kranken erfasst. Dafür reisten die T4-Ärzte durchs Land. Herbert Linden, Reichsbeauftragter für die Heil- und Pflegeanstalten, ordnete am 8. August 1943 an, die psychisch kranken Straftäter an die Polizei zu überstellen, was letztlich KZ bedeutete.
Im Ministerialerlass sowie in der Weiterleitung des Hauptgesundheitsamts Berlin vom 4. September 1943 wurden auch die Ausnahmen aufgeführt:
- (1) die nicht nach § 42 b (und § 42 c) RStGB Untergebrachten;
- (2) Ausländer, mit Ausnahme von Polen, Juden und Zigeunern;
- (3) die zum Arbeitseinsatz wegen ihres Körperzustands nicht Geeigneten;
- (4) die in den Heil- und Pflegeanstalten zu wichtigen Arbeiten eingesetzten, die durch andere Arbeitskräfte zu ersetzen entweder unmöglich oder unzweckmäßig ist.[13]

Trotz der ausdrücklichen Hinweise auf die Ausnahmetatbestände, besonders auf die Ziffer 4, benannten die Wittenauer Heilstätten am 29. Oktober 1943 alle 143 psychisch kranken Straftäter. Der beigefügten Liste ließ sich entnehmen, dass nur sechs Mörder und Totschläger darunter waren. Von den 108 Männern waren aber 34 aus politischen Gründen untergebracht, 18 wegen Fahnenflucht oder Wehrkraftzersetzung, 15 wegen Vergehen gegen das Heimtückegesetz und ein Volksschädling. Im Begleitschreiben und nochmals im Januar 1944 beklagte sich die Anstalt, dass die Aktion noch nicht in Gang gekommen sei.
Im geplanten Umfang kam die Überstellung an die Polizei offenbar nicht zustande. Da zahlreiche entsprechende Krankenakten fehlen und auch die Unterlagen im KZ Sachsenhausen Lücken aufweisen, lässt sich das Schicksal der 143 Menschen nur teilweise rekonstruieren. Nachweisbar sind Verlegungen in die Tötungsanstalt Obrawalde, Überstellungen an die Polizei bzw. in ein KZ, Entlassungen vor Kriegsende mit ungeklärtem weiteren Lebenslauf, Befreiungen am Kriegsende und Verbleib in der Anstalt nach Kriegsende. Zeitzeugen berichteten, dass Polizei oder Schutzstaffel einigen Entlassenen auflauerten und sie mitnahmen. Bei den Patienten mit fehlenden Akten ist eine Abgabe an ein KZ nicht unwahrscheinlich.
Auch nach Zusammenstellung der Liste im Oktober 1943 wies die Staatsanwaltschaft bis April 1945 Personen in Wittenau ein. Davon wurden 33 % mit unbekanntem Ziel entlassen, 25 % nach Obrawalde und etwa 10 % in andere Anstalten verlegt. Ein Viertel der forensischen Patienten starb noch vor Kriegsende in den Heilstätten. Ein auch unter Kriegsbedingungen sehr hoher Wert, da die meisten unter ihnen jung und gesund waren. Die Ärzte und Pfleger der Wittenauer Heilstätten waren besonders engagiert diese Menschen in den Tod zu schicken und legten auch selbst Hand an.

#### Jüdische Patienten
Obwohl schon an einigen Stellen erwähnt, lohnt eine gesonderte Betrachtung der jüdischen Anstaltsinsassen im Sinne des Reichsbürgergesetzes. Sie wurden sowohl aus rassistischen wie auch aus psychischen Gründen entrechtet und ausgegrenzt. Sie unterlagen den ab 1933 eingeführten antisemitischen Sonderbestimmungen ebenso wie der oben dargestellten nationalsozialistischen Gesundheitspolitik. Dazu kamen spezielle Regelungen für die Krankeneinrichtungen zum Umgang mit jüdischen Patienten sowie die alltägliche Diffamierung durch die Ärzte und Pfleger.
Zunächst gestatteten die Nationalsozialisten noch die seelsorgerische Betreuung durch Rabbiner. Ab 1937 durften Gottesdienste nur noch in einfach ausgestatteten Zimmern abgehalten werden. Teilnehmen durften nur Patienten, die keine Begleitung durch das Pflegepersonal benötigten. Im Dezember 1938 verbot schließlich der Berliner Oberbürgermeister Julius Lippert den Juden alle rituellen und kultischen Handlungen sowie den Besuch von Rabbinern in den städtischen Krankeneinrichtungen. Als letztes Zugeständnis blieb bis 1939 das Übersenden von Matze für das Pessachfest erlaubt.
Im Juni 1938 forderte das Reichsinnenministerium in einem vertraulichen Erlass eine getrennte Unterbringung von jüdischen und nichtjüdischen Patienten. Die Berliner Anstalten gingen unterschiedlich damit um, während Buch die Forderung nicht umsetzte, richtete Herzberge eine „Judenabteilung“ ein. Die Verordnung über die öffentliche Fürsorge für Juden vom 19. November 1938 nutzte die öffentliche Verwaltung, um die Kosten der Pflege auf die jüdischen Gemeinden bzw. die Reichsvereinigung der Juden in Deutschland abzuwälzen. Nur wenn diese dazu nicht in der Lage waren, sollte nach strenger Prüfung die öffentliche Fürsorge dafür aufkommen.
In den ersten Monaten der Aktion T4 wurden die jüdischen Patienten nach den auch sonst angewandten Selektionskriterien ausgewählt. Im April 1940 begann die Vorbereitung der systematischen Ermordung der jüdischen Anstaltspatienten, allein aus rassistischen Motiven. Im Juli 1940 wurden fast alle berlin-brandenburgischen Juden im Haus 12 der Heilanstalt Buch konzentriert. Bereits nach kurzer Zeit erfolgte die Weiterverlegung in die Tötungsanstalt Brandenburg. 470 Menschen wurden im Rahmen dieser Sonderaktion vergast. Ab Oktober 1941 wurden die jüdischen Anstaltsinsassen weitgehend wie die restliche jüdische Bevölkerung deportiert und ermordet, bis zum abschließenden Transport aus Wittenau im Dezember 1942.

#### Zweiter Weltkrieg

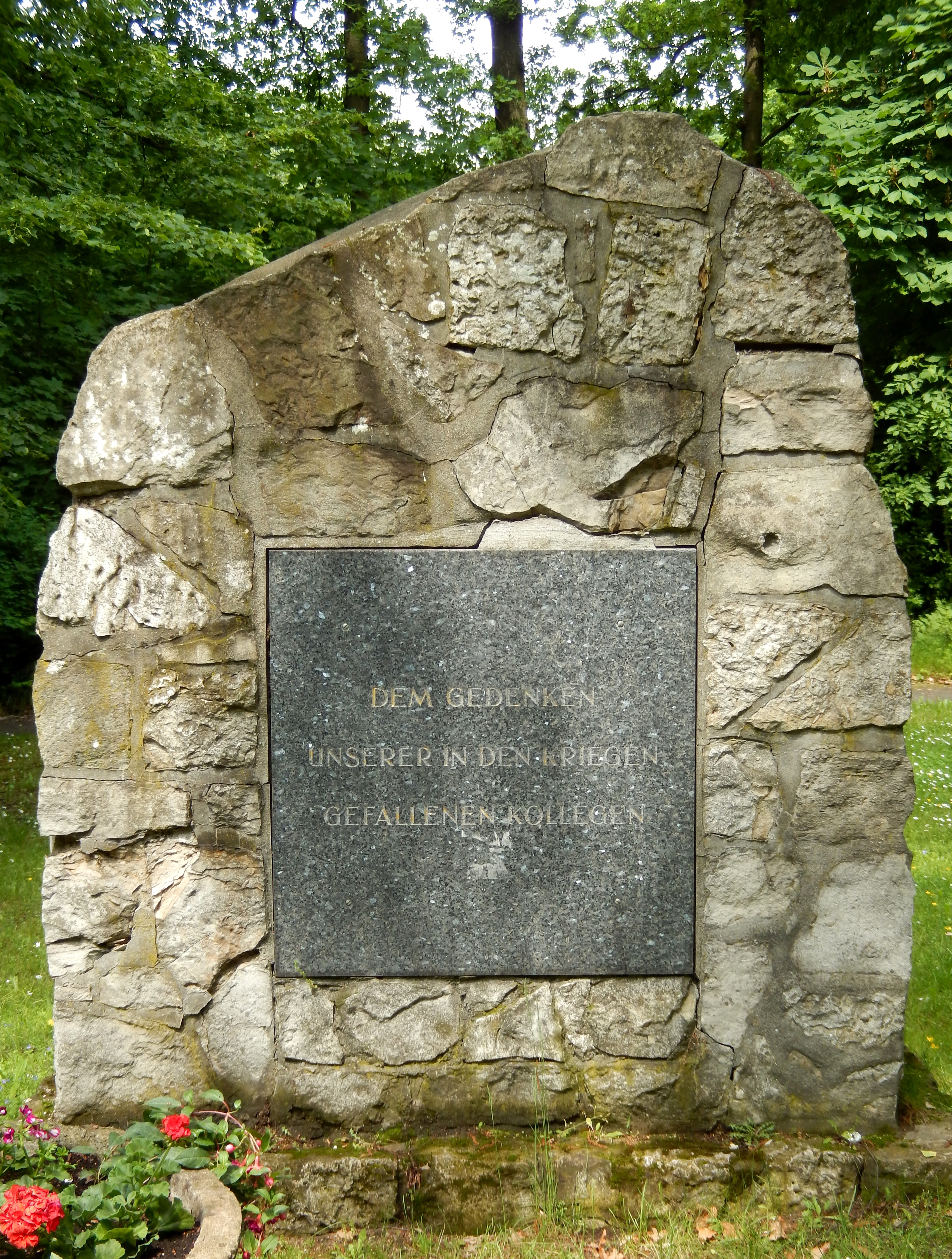
Von den Nazis 1933 errichtetes Kriegerdenkmal

1940 erkrankte der Anstaltsdirektor Gustav Adolf Waetzoldt an einem Augenleiden. 1944 trat er, schon fast erblindet, von seinem Posten zurück. Bereits zuvor übernahm Fritz Balluff die Außenvertretung der Klinik und unterzeichnete den Schriftverkehr.
Im Zweiten Weltkrieg waren auf dem Gelände sowjetische Kriegsgefangene untergebracht. Eine Brandbombe zerstörte am 27. November 1943 das Frauen-Siechenhaus 8 gänzlich und das Frauenhaus 9 teilweise, über Wochen fielen Gas und Heizung aus. Die Anstaltsleitung reagierte auf den Aufnahmedruck mit einer verstärkten Verlegung in die Provinzialanstalten; allein nach dem Bombenangriff wurden am 8. Dezember 1943 250 Frauen nach Obrawalde verlegt, wo fast alle ermordet wurden.
In der Nacht des 21./22. April 1945 erreichte die Erste Belorussische Armee den Bezirk Reinickendorf. Am 24. April 1945 kam es auch auf dem Gelände der Wittenauer Heilstätten zu Kämpfen. An der Position des heutigen Handwerkerhauses (Haus 13) befanden sich Erdbunker und Holzunterstände. Eine Einheit der Wehrmacht mit 17- bis 18-jährigen Jungen hatte sich dort verschanzt. Nach etwa ein bis zwei Stunden waren alle tot. Links hinter dem Haupteingang wurden unter extra angepflanzten Birken 30–40 gefallene Rotarmisten beerdigt. Im Mai 1945 wurde ihnen zu Ehren eine hölzerne Gedenktafel errichtet und eine kleine Einweihungsfeier veranstaltet, an der auch der Wittenauer Bürgermeister Anton Jadasch teilnahm. Die Leichen wurden noch im selben Jahr exhumiert und nach Treptow bzw. Schönholz überführt.
Bei ihrem Vormarsch befreiten die Rotarmisten viele Konzentrationslager und Zuchthäuser. Auch in den Wittenauer Heilstätten wurden die Tore geöffnet. Dabei ist unklar, ob die sowjetischen Soldaten die Insassen irrtümlich für politische Gefangene hielten oder um die Verbrechen im Rahmen der nationalsozialistischen Rassenhygiene wussten. Als Indiz für Ersteres werden die Patientenkleidung und aufgefundene Akten mit dem Aufdruck „Pol.“, der allerdings „Einweisung durch die Polizei“ bedeutet, aufgeführt. Es heißt, dass im Anschluss ein Patient über mehrere Wochen den Direktorposten innehatte.

### 1945–1990

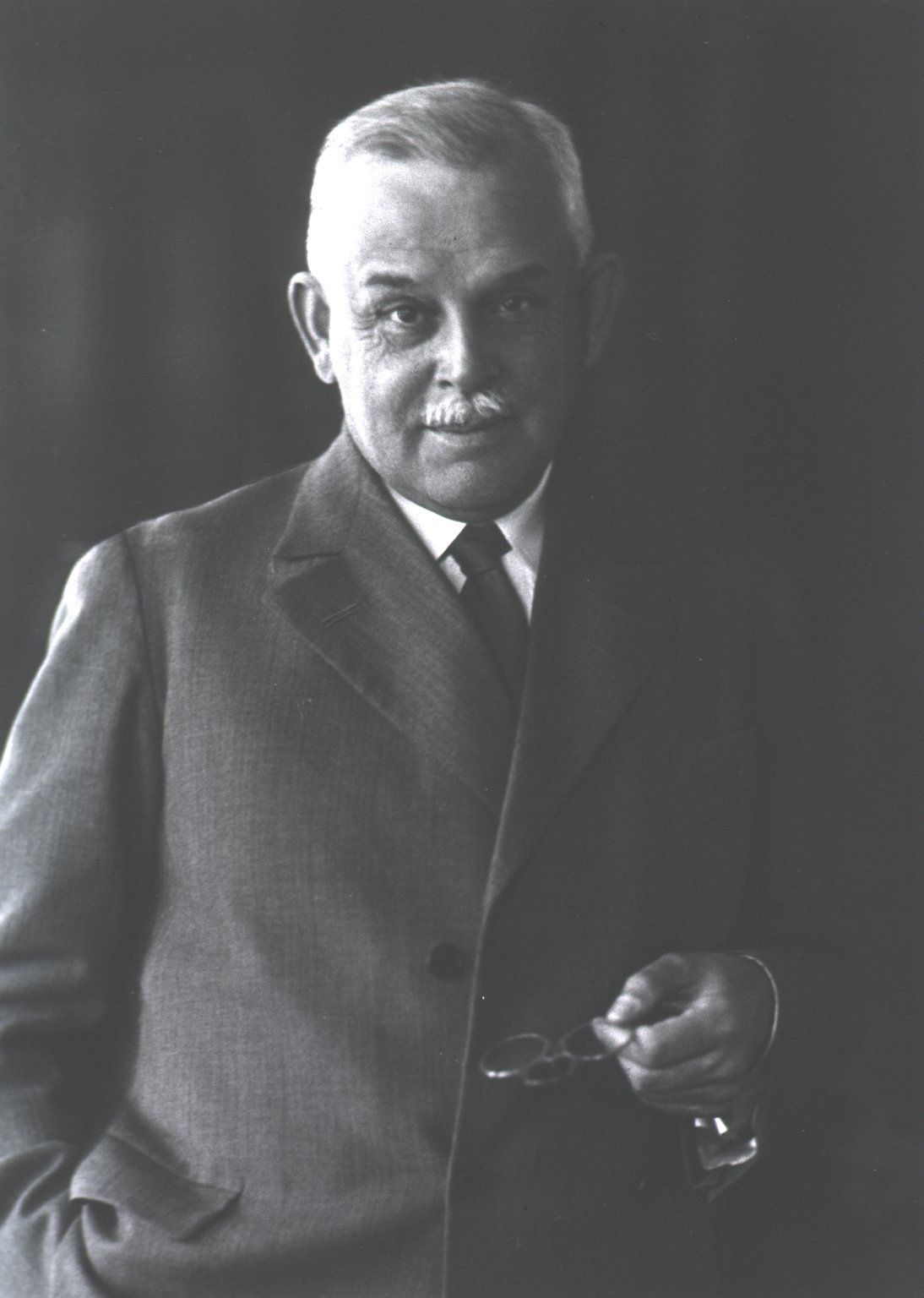
Karl Bonhoeffer

Nach dem Krieg wurden die Patienten vom sich entwickelnden Schwarzmarkt abgeschnitten. Hunger und Infektionskrankheiten führten so zu einem enormen Anstieg der Mortalität. Allein zwischen Kriegsende und Dezember 1945 starben 1608 Kranke. 1946 und 1947 war die Lage ähnlich schlimm. Die vielen Toten wurden auf Karren gestapelt und auf dem Anstaltsfriedhof in Massengräbern beigesetzt. Während in anderen Städten schon früh große Strafverfahren wegen der Psychiatrieverbrechen geführt oder zumindest intensive Ermittlungen eingeleitet wurden, vertuschte und vernachlässigte Berlin dieses Thema.
Nach dem Krieg wurde Fritz Balluff als Ärztlicher Leiter eingesetzt. Auf seinen ausdrücklichen Wunsch hin wurde Karl Bonhoeffer, der schon seit Mitte Januar 1946 die Klinik bei Diagnosen beriet, im April 1946 mit 78 Jahren zum Dirigierenden Arzt der Wittenauer Heilstätten ernannt. Nach Bonhoeffers Tod am 4. Dezember 1948 blieb Balluff Ärztlicher Leiter, 1952 wurde sein Titel zu Ärztlicher Direktor aufgewertet. Erst in den 1950er Jahren verbesserte sich die ärztliche Versorgung wieder. 1949 wurde eine Krankenpflegeschule angegliedert, deren Abschlüsse ab 1959 staatlich anerkannt wurden.
Durch die Teilung Berlins waren die Wittenauer Heilstätten jahrelang das einzige psychiatrische Krankenhaus in West-Berlin neben der Universitäts-Psychiatrie. Der Mauerbau 1961 erschwerte die stationäre Versorgung psychisch Kranker nochmals. Zur Entlastung von chronisch Kranken wurden daher in verschiedenen Stadtteilen in Villen Großfamilien-Pflegestellen eingerichtet. Die erste dieser Außenstellen war 1950 das DRK-Heim Tannengrund (Königstraße 40) in Zehlendorf, es folgen 1959 Birkenhain (Pillkaller Allee 2) in Westend, 1960 Conradshöhe (Eichelhäherstraße 19) im mit ‚K‘ geschriebenen Ortsteil, 1961 Erlengrund (Tannenbergallee 13–15) in Westend und 1964 Rosengarten in Wilmersdorf.
Das Jahr 1957 brachte eine Reihe von Veränderungen: Rudolf Klaue wurde zum Ärztlichen Direktor, es erfolgte die Umbenennung in Karl-Bonhoeffer-Heilstätten und die Einführung von Neuroleptika ermöglichte den Abriss der Mauern um die Patientengärten, später auch die Entfernung der meisten Fenstergitter von den Häusern. 1958 wurde der Anstaltsfriedhof aufgelassen. Unter Klaue wurden die therapeutischen Aktivitäten stark ausgebaut, beispielsweise die Gründung der Abteilungen für Neurologie 1962 und für Rehabilitation 1967 sowie der Außenstelle Neheimer Straße 10 in Tegel für Alkoholkranke.
In den 1950er Jahren verschlechterte sich der bauliche Zustand zusehends, besonders der der technischen Anlagen. Durch die Errichtung in einem Zug zeigte sich die Überalterung überall zur gleichen Zeit. Dazu kam der Wandel zum Spezialkrankenhaus mit klinischem Charakter, dem die Anlage nicht entsprechen konnte. Eine Denkschrift von 1961 dokumentiert die unerträglichen Zustände. Eine umfassende bauliche Entwicklungsphase setzte 1959 zunächst zaghaft mit der Renovierung von Haus 5 (Festes Haus) ein. Ein klares Konzept lag ab 1962 mit dem Umbau von Haus 3 vor. Einstige Krankenzimmer wurden in Funktionsräume umgewandelt, die Gebäude komplett unterkellert und an der Rückseite flach anliegende Anbauten zugefügt. Diesem Grundmodell folgten mitunter angepasst nach und nach die übrigen Häuser. Dieser Abschnitt ist eng mit dem Architekten Gerd Hänska verbunden.

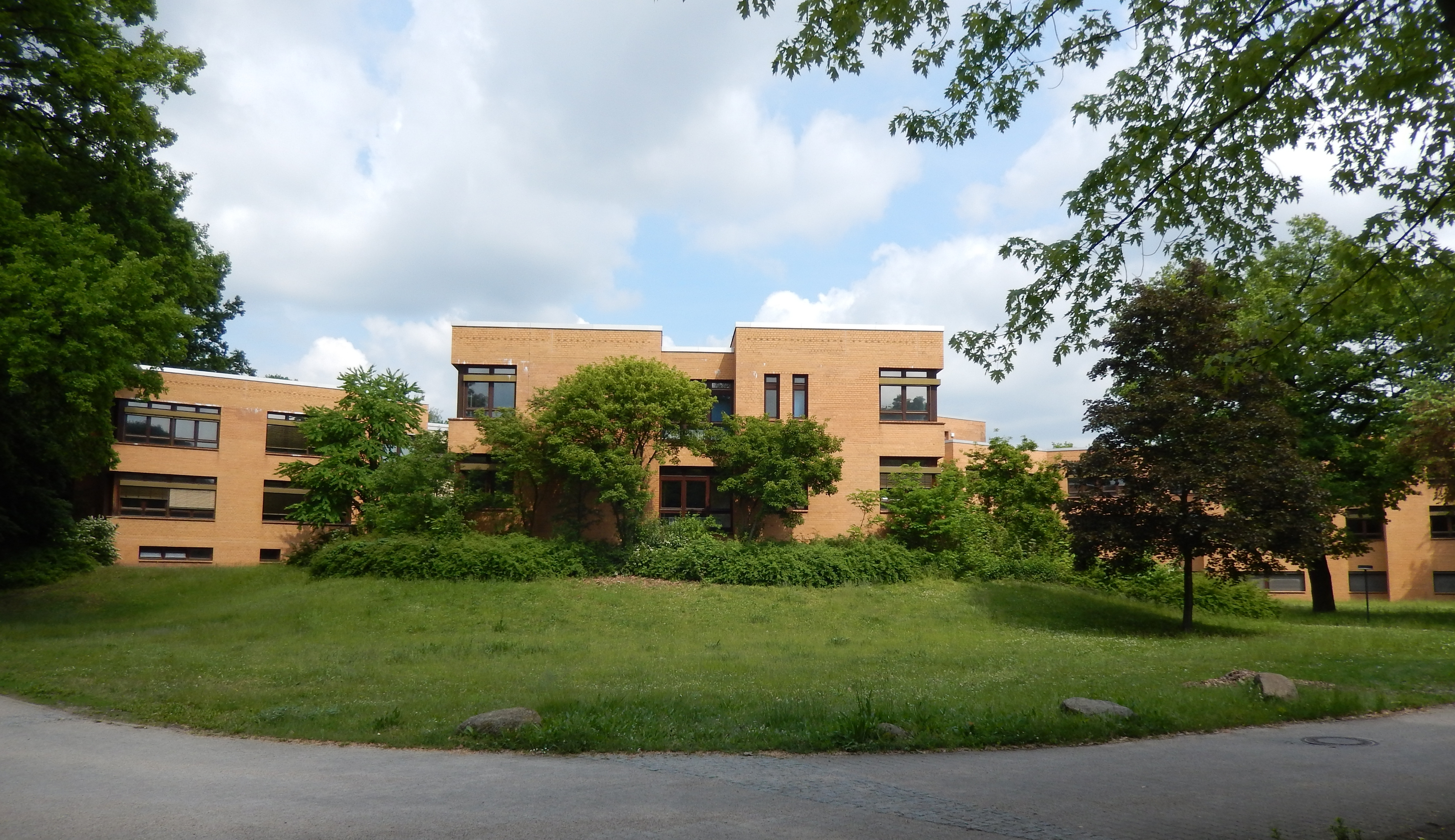
1982 eröffnetes Bettenhaus

Um den entstehenden, zeitweisen Ausfall von Betten zu kompensieren wurde 1966–1969 auf einem westlich von Haus 1 gelegenen Obstgarten ein neues Bettenhaus errichtet. 1963 wurde die erste Beschäftigungstherapeutin eingestellt und 1966 eine Schule für Beschäftigungs- und Arbeitstherapie eingerichtet. Den Wandel zum psychiatrisch-neurologischen Krankenhaus symbolisierte 1967 die Umbenennung in Karl-Bonhoeffer-Nervenklinik. 1968 wurde die Bonhoeffer-Kirche geweiht. Die angebrachten, metallenen Verse erinnern an Dietrich Bonhoeffer. 1969 begann der Bau des Diagnostikums.
Im Todesjahr von Rudolf Klaue, 1970, fand ein Wandel in der Psychiatrie statt: Die Fixierung auf die organischen Umstände psychiatrischer Erkrankungen und die Überschätzung der Wirkung von Psychopharmaka wichen einer Rückbesinnung auf sozialpsychiatrische Methoden. So fiel die Wahl für den neuen Direktor auf den Sozialpsychiater Horst Flegel. Im Mai 1971 trat er seinen Dienst an, nur sechs Monate später wurde der Reformer wieder entlassen. Das Bezirksamt Reinickendorf mit Bürgermeister Herbert Grigers an der Spitze revidierte angesichts des Drucks der Mitarbeiter seine Entscheidung.
Der Nachfolger Wolfram Keup versuchte trotzdem den Modernisierungsprozess fortzusetzen, besonders in Richtung dezentraler Betreuung. Unter ihm wurde 1974 das Diagnostikum (medizinisch-technisches Zentrum, zentrale Patientenaufnahme, Archiv, Krankenpflegehelferschule) fertiggestellt. Das sich anschmiegende Küchenhaus folgte 1976. Weil durch die Umwandlung von Krankenzimmern in Funktionsräume die Bettenzahl schrumpfte, begannen 1979 die Arbeiten an einem weiteren Bettenhaus. Keup initiierte noch den Neubau eines Festen Hauses, bevor er im Herbst 1979 seinen Posten niederlegte. Rücktrittsgrund war der zum Teil erbitterte Widerstand innerhalb der Psychiatrie.
Aus dem neun Teilnehmer umfassenden Wettbewerb für das Feste Haus ging das Berliner Architektenbüro Joachim Ganz und Wolfgang Rolfes als Sieger hervor, indem sie einige der Ausschreibungskriterien ignorierten und bessere Alternativen vorschlugen. Als Berater diente Wilfried Rasch. Nach ungefähr siebenjähriger Planungsphase begann, dort wo vormals das Erziehungsheim stand, der Bau des Wilhelm-Sander-Hauses für Forensische Psychiatrie. 1987 eröffnet, bewährte sich sein medizinischer und architektonischer Ansatz von Hoffnung, Gelassenheit und Hilfe. Bereits 1981 kamen an der südwestlichen Grundstücksgrenze ein Handwerkerhaus und 1982 das zweite Bettenhaus (Haus 24) hinzu. 1984 begann die Aufarbeitung der Geschichte der Wittenauer Heilstätten während der Zeit des Nationalsozialismus.

### Seit 1990

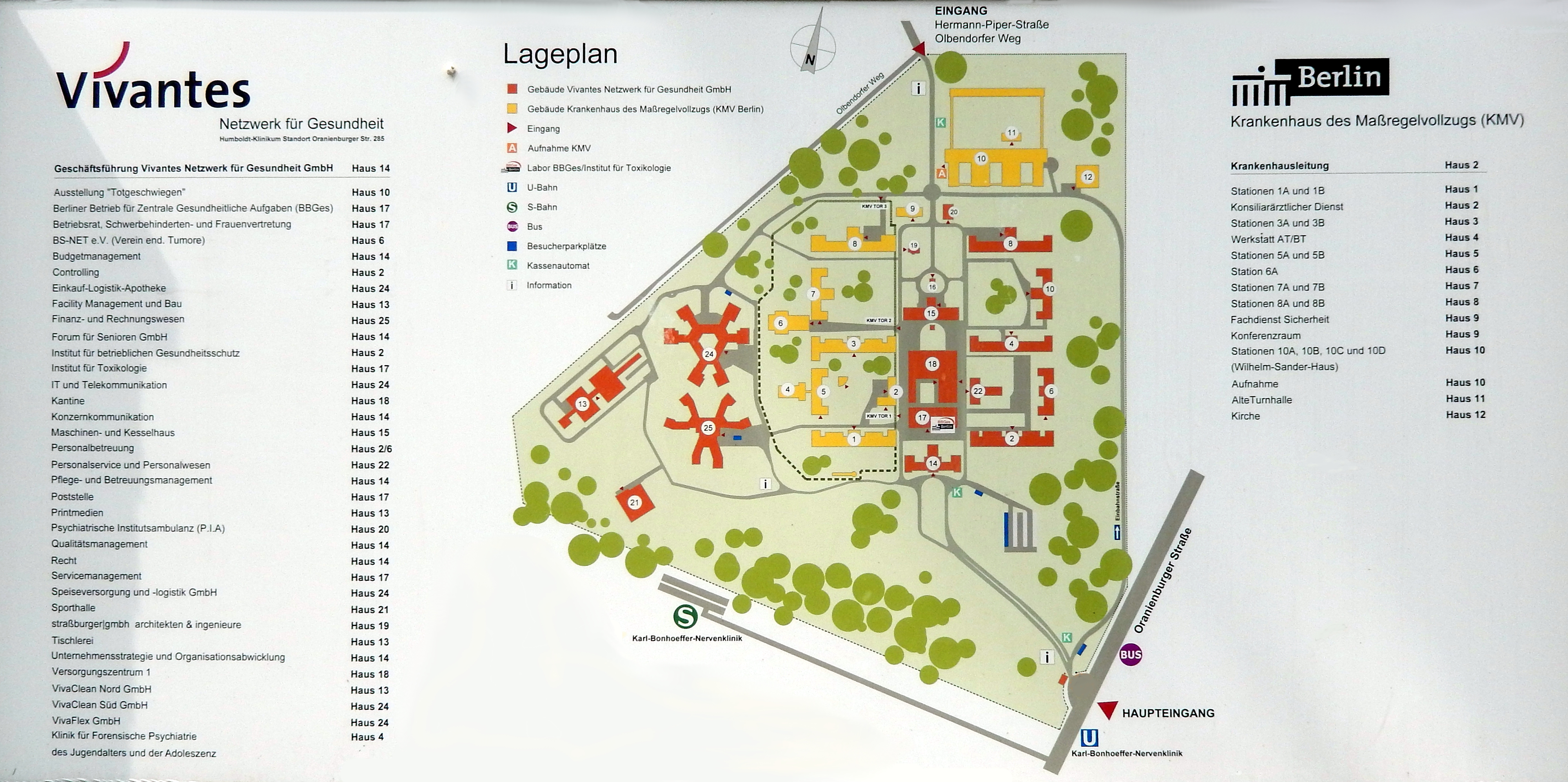
Übersichtsplan des Standorts Oranienburger Straße

Im Jahr 1994 wurde am Haupteingang eine Bronzetafel angebracht, zum Gedenken der Opfer der nationalsozialistischen Verbrechen der Wittenauer Heilstätten. Am 1. Januar 1997 wurde die Karl-Bonhoeffer-Nervenklinik mit dem Humboldt-Krankenhaus zum Krankenhaus Reinickendorf vereinigt. Zum 1. Januar 2001 gingen alle landeseigenen Kliniken, außer dem Krankenhaus des Maßregelvollzugs, im Krankenhauskonzern Vivantes auf. Am 13. März 2002 beschloss die Geschäftsleitung, alle Krankenhäuser nach einem einheitlichen Schema zu benennen, hier fiel die Wahl auf Humboldt-Klinikum, Standort Oranienburger Straße.
Der Umzug der Suchtstation im Jahr 2006 an den Standort Nordgraben des Humboldt-Klinikums stellt das Ende der Karl-Bonhoeffer-Nervenklinik dar. Am Standort Oranienburger Straße verbleiben eine psychiatrische Ambulanz, die Vivantes-Verwaltung und mehrere Tochterfirmen. Einige Häuser sind an die Stadt Berlin für das Krankenhaus des Maßregelvollzugs vermietet, in anderen sitzen Vereine, Institute und Privatunternehmen.
2008 wurden rund 90.000 Akten aus den Jahren von 1880 bis 1960 an das Landesarchiv Berlin übergeben. Am 3. Mai 2013 richtete das Landesamt für Gesundheit und Soziales Berlin im leerstehenden Haus 25 eine Notunterkunft für Asylbewerber ein. Am 30. Oktober 2018 beschloss der Senat von Berlin, auf dem Gelände das neue Ankunftszentrum für Geflüchtete zu errichten. Für die modularen Unterkünfte müssen Bäume gerodet werden. Die Arbeiten sollten Ende 2019 abgeschlossen sein (Stand: Oktober 2018).

## Architektur

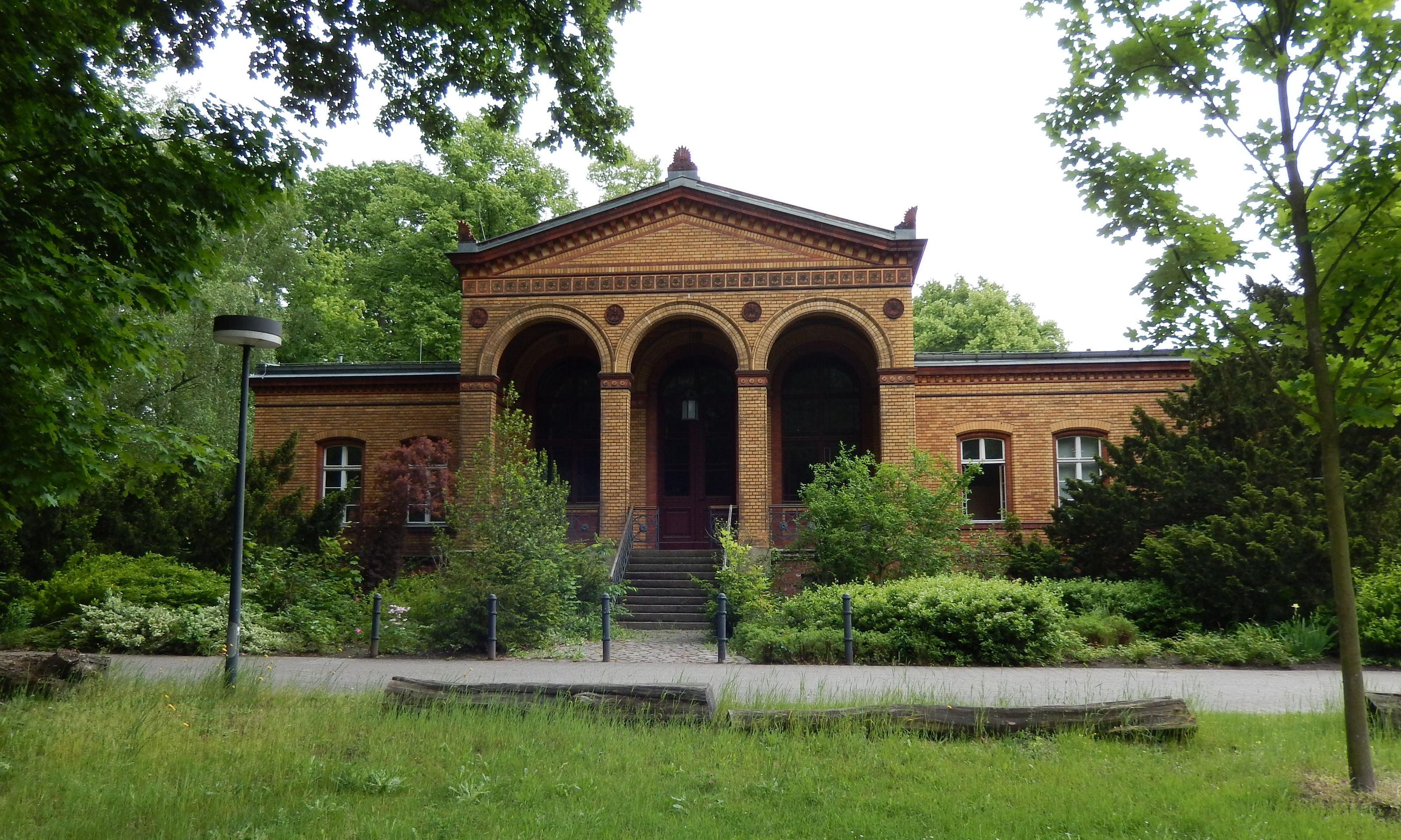
Einstige Leichenhalle

Die Dalldorfer Anstalt gilt als ein Höhepunkt im Werk von Hermann Blankenstein, geschaffen in einer frühen Stufe des Pavillonsystems im Berliner Krankenhausbau und im Stil des Spätklassizismus. Die Mittelachse ist den Verwaltungs- und Wirtschaftsgebäuden vorbehalten. Links und rechts bilden die zehn symmetrisch angeordneten Patientengebäude vier halboffene Höfe, ursprünglich als Patientengärten genutzt. Die Gebäude setzen die von Karl Friedrich Schinkel wiedereingeführte Klinkerbauweise fort, lassen die moderne Architektur aber bereits anklingen. Durch die bis zu 27 Achsen wirken die Häuser eher niedrig. Sie sind mit gelbem Backstein verblendet und stehen auf einem roten Ziegelsockel. Rote Ziegelverbände, Gurt- und Hauptsimse mit sparsam eingesetzten Form- und Zierterrakotten gliedern die gelben Flächen. Die Risalite in der Mitte und an den Ecken proportionieren die Längsseiten. Die überstehenden Satteldächer mit ihren Holzkonsolen vermitteln einen gediegenen Eindruck.
Die hierarchische Stellung des Verwaltungsgebäudes (Haus 14) zeigt sich in seiner vorgeschobenen Lage und dem stärkeren Einsatz von Terrakotten. An der ersten Etage des Mittelrisalits sind vier Medaillons angebracht. Die Relief-Porträts auf goldgelb lasiertem Grund stellen die Psychiater Philippe Pinel, Johann Gottfried Langermann, Karl Wilhelm Ideler und Wilhelm Griesinger dar. Die Rückseite wird von der zweigeschossigen, als klassische Basilika angelegten Krankenhaus-Kapelle geprägt.
Das aus mehreren ineinander geschobenen Baukörpern bestehende Wirtschaftshaus (heute Kesselhaus und alte Küche) umfasst auch einen Wasserturm und zwei hohe Schornsteine. Etwas weiter steht der halbrunde Eiskeller. Am oberen Ende der Mittelachse stehen sich rechts das Beamtenwohnhaus (Haus 20) und links die Leichenhalle (Haus 9) gegenüber. Letztere mit einem tempelartigen Schmuck-Giebel und einer dreiteiligen Arkaden-Loggia.

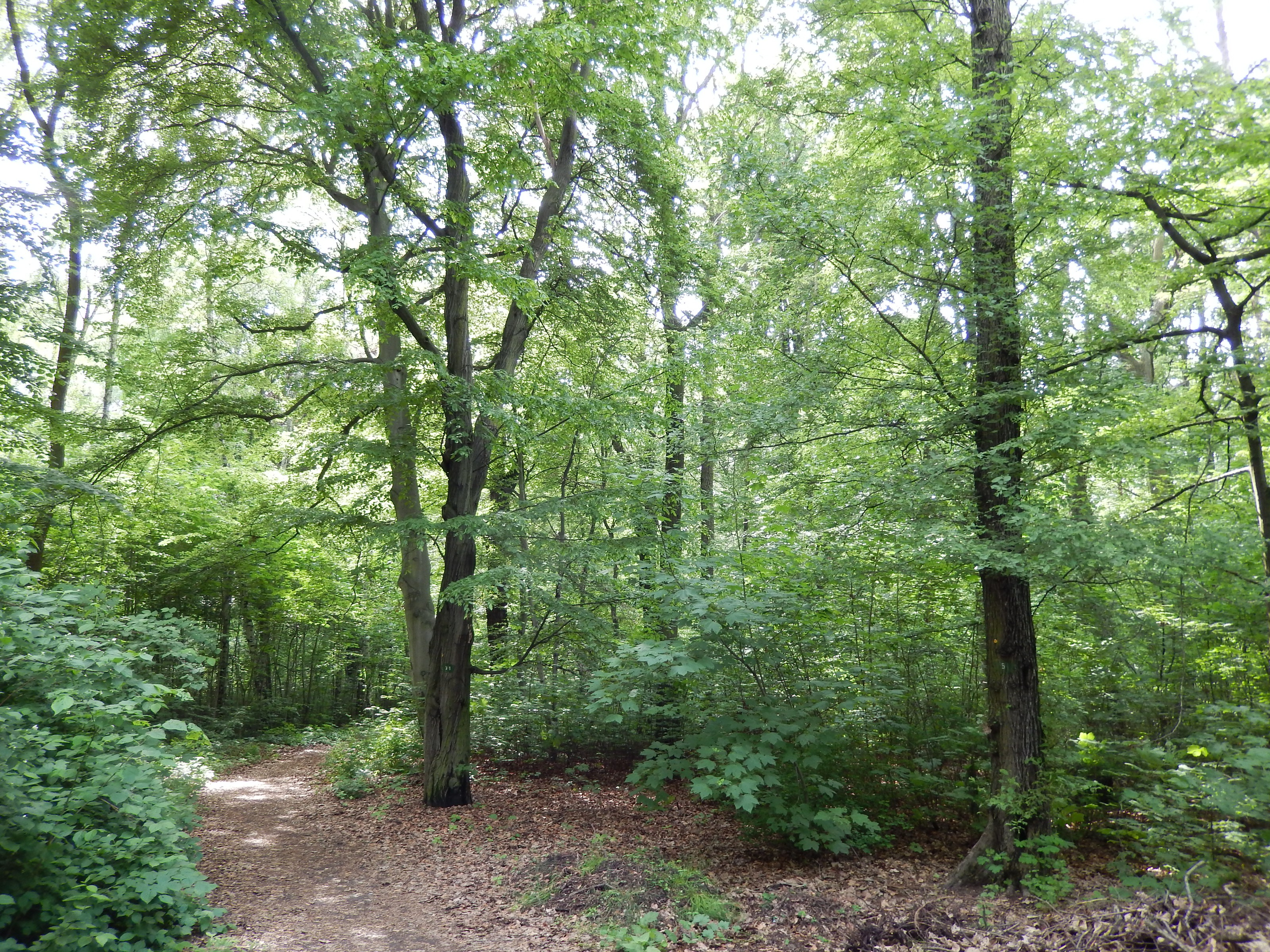
Naturnaher Teil des Landschaftsparks

Eingebettet ist der Komplex in einen Landschaftspark, der im Süden und Südwesten naturnaher wird. Mit seinen Mitteln setzt Blankenstein auch in diesem Punkt die Traditionen Schinkels fort. Die beim Bau der Kremmener Bahn stark veränderten Moränen markieren den Südrand des Geländes. Auf den baumbestandenen Hügeln stand in den ersten Jahrzehnten ein Aussichtspavillon. Nahe dem Bahndamm liegt der Koldischteich. Der eiszeitliche Söll hieß früher Kranichpfuhl, war in das Entwässerungssystem der Anstalt eingebunden und besaß einen Abfluss zum Tegeler See. Der historische Teil der Karl-Bonhoeffer-Nervenklinik und die Bonhoeffer-Kirche stehen als Gesamtanlage unter Denkmalschutz.
Das von Gerd Hänska entworfene Bettenhaus (Haus 25) greift wesentliche Elemente, beispielsweise die Klinkerbauweise, von Blankenstein wieder auf, bricht sie aber in seine Zeit. Drei V-förmige Baukörper, die sternförmig von einem Zentrum abgehen, interpretieren den Pavillonstil mit Funktionszentrum. Die Terrassen und Gärten öffnen sich nach außen in die Umgebung und sind nicht abschließend nach innen gerichtet. Verrückungen und Vervielfachungen lockern Symmetrie und Axialität auf. Auch die anpassungsfähigen Grundrisse und auf einer Seite mit Krankenzimmern besetzte Flure tauchen wieder auf. Völlig verschieden ist dagegen die äußere Wirkung. Da aus jeder Richtung nur ein Teil des Hauses erkennbar ist, wirkt es weniger massig und die verkantete Stellung der Zimmer lässt eine sägeblattartige Stufung der Fassade entstehen. Das Gebäude geht fließend in die Umgebung über und ist nicht auf Kontrast zu ihr gebaut. Das nördlich gelegene Bettenhaus (Haus 24) stellt eine größere Variation von ersterem dar.
Hinter dem Verwaltungsgebäude liegt der Versorgungskern, Architekt Hänska sucht bewusst den Kontrast zu den Ziegelbauten. Die dreigeschossige, unterkellerte Stahlkonstruktion mit rechteckigem Grundriss – das Diagnostikum – ist mit einer weißen PVC-Fassade verhängt, eine Anspielung auf die weißen Ärztekittel. Durch das Einrücken der beiden Obergeschosse auf der Nordseite um jeweils 4,50 m entstehen eine Art Terrassen. Der angefügte U-förmige Baukörper – das Küchenhaus – ist dem Diagnostikum äußerlich angeglichen und umschließt mit diesem einen rechteckigen Innenhof.
Das hoch gelobte Wilhelm-Sander-Haus von Ganz und Rolfes wirkt nicht wie eine Strafanstalt, eher wie ein Kloster. Der kammartige Haupttrakt im Süden mit seinen Gartenhöfen, der Werkhallentrakt im Norden und die zwei Verbindungsgänge im Osten und Westen bilden einen ungefähr quadratischen Komplex. Dieser umschließt einen rechteckigen Hof, in dem alte Bäume und eine schöne Turnhalle stehen blieben. Als Außensicherung dienen die Fassaden und Spezialfensterglas, so kann man wie bei „normalen“ Häusern hinaus und hinein schauen. Der leichte Schwung im Grundriss wird durch halbrunde Erker, Risalite mit Giebeln und vertiefte Fenster verstärkt. Das Farbenspiel folgt einem ausgeklügelten Konzept: die Ziegelsteine im sanften Gelb und Rot, die runden Pfeiler und kantigen Tragbalken in Weiß, die Geländer in Blau sowie die Dach- und Fenstersprossen aus Metall stehen im Kontrast zum Braun des Bodens und dem Grün der Pflanzen.

## AusstellungTotgeschwiegen 1933–1945

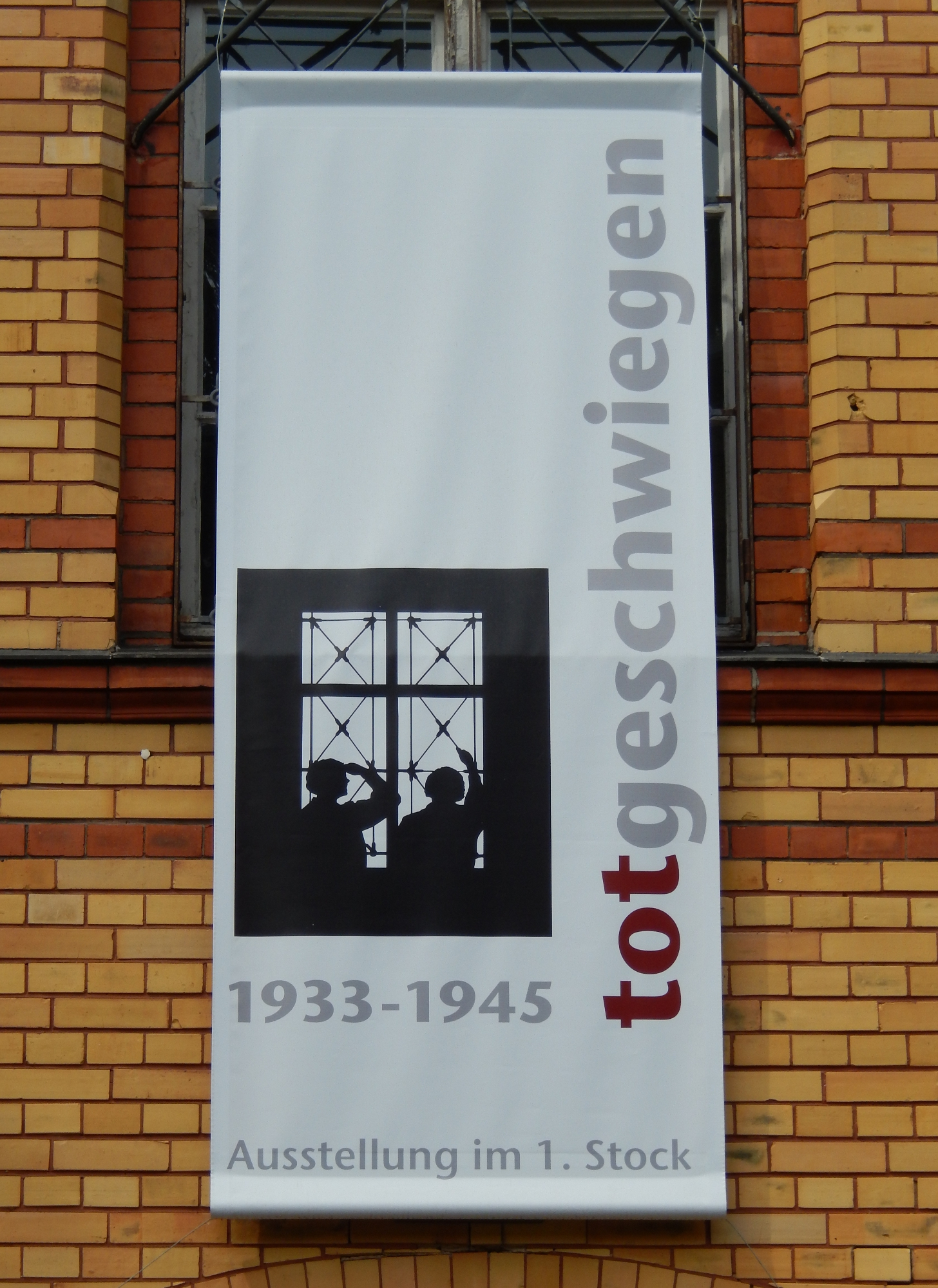
Plakat der Ausstellung Totgeschwiegen 1933–1945 am Haus 10

Lange Zeit war die Verstrickung der Klinik in die nationalsozialistischen Verbrechen nicht öffentlich thematisiert worden. Von den Akten hieß es, sie seien im Krieg verbrannt. Nach ihrer Wiederentdeckung im Keller der Klinik, begann ab 1984 eine Arbeitsgruppe dieses Kapitel aufzuarbeiten. Sichtbares Ergebnis ist seit 1988 die Ausstellung Totgeschwiegen 1933–1945. Die Geschichte der Karl-Bonhoeffer-Nervenklinik. und das gleichnamige Buch. Die Ausstellung trat eine Rundreise durch die Klinik, Berlin und sogar bis Belgien an.
| 1988            | Eröffnung in der → | Karl-Bonhoeffer-Nervenklinik, Obergeschoss des Hauses 4                     |
| 1989            | Umzug ins → | Landesarchiv Berlin                                                         |
| 1991            | nach Überarbeitung in der → | Karl-Bonhoeffer-Nervenklinik, Kirchensaal im Haus 14                        |
| 1995–1996       | Leihgabe an das → | Museum Guislain im belgischen Gent                                          |
| bis 2005        | gezeigt im → | Humboldt-Klinikum, Standort Oranienburger Straße, Quergebäude des Hauses 14 |
| Sommer 2005     | kurz gezeigt im → | Evangelischen Krankenhaus Königin Elisabeth Herzberge                       |
| 23. Januar 2009 | nach Neukonzipierung und Umbenennung auf Bitten der Familie Bonhoeffer in Totgeschwiegen 1933–1945. Die Geschichte der Wittenauer Heilstätten, seit 1957 Karl-Bonhoeffer-Nervenklinik.                           | Humboldt-Klinikum, Standort Oranienburger Straße, Haus 10                   |
| 3. März 2013    | Erweiterung im Rahmen des Berliner Themenjahrs Zerstörte Vielfalt um die Ausstellung Doppelt Stigmatisiert. Schicksale Jüdischer Psychiatriepatienten in Berliner Heil- und Pflegeanstalten unter dem NS-Regime. | derselbe Ort                                                                |

Im Juli 2008 gründete sich als Träger der Verein totgeschwiegen, Gesellschaft gegen Stigmatisierung psychisch kranker Menschen e. V.
im Juni 2014 wurde der Freundeskreis Gedenkort Alter Anstaltsfriedhof gegründet. Er will in der Zukunft den Alten Anstaltsfriedhof in der Öffentlichkeit präsent machen.